# Nintendo Switch
Nintendo Switch (ニンテンドースイッチ, Nintendō Suitchi), anomenada NX durant el seu desenvolupament, és la setena videoconsola de sobretaula desenvolupada per Nintendo. Es va anunciar oficialment el 20 d'octubre de 2016 i es va comercialitzar mundialment el 3 de març del 2017.
La Switch és considerada per Nintendo com una consola "híbrida". Està dissenyada principalment com una consola de sobretaula on la consola principal s'insereix a una docking station per connectar-la al televisor. Alternativament, la consola es pot retirar de la base i funcionar d'una manera semblant a una tauleta mitjançant la seva pantalla tàctil LCD, o col·locant-se en un mode sobretaula per separat per jugar amb diverses persones.
La característica més destacable de la Switch és la parella de comandaments Joy-Con. Són dos comandaments extraïbles que es poden enganxar a un suport per oferir un estil de comandament de videoconsola tradicional, enganxades als costats de la consola principal per jugar en mode portàtil o utilitzats individualment a la mà com si es tractés del Wii Remote de Nintendo. Els Joy-Con tenen sensors de moviment, i inclouen recepció tàctica d'alta definició a l'usuari. La Switch és compatible tant amb cartutxos físics com en contingut digital per a videojocs i programari, i no compta amb bloqueig de regió. El programari de la Switch dona suport a joc en línia mitjançant connectivitat a internet, així com connexió local de xarxa ad hoc amb altres consoles Switch. Va ser llançada una revisió basada en el joc portàtil, l'anomenada Nintendo Switch Lite, el 20 de setembre de 2019. Una versió amb una pantalla OLED va sortir l'octubre del 2021.
Des del 2014, Nintendo ha tingut trimestres de pèrdues financeres degut a les vendes de la seva anterior consola, la Wii U, que eren menors de les esperades, i la competència del sector dels videojocs per a mòbils. L'anterior president de Nintendo, Satoru Iwata, va començar a caminar en direcció a acceptar la companyia en aquest mercat i desenvolupar maquinari nou per crear una innovadora experiència des de la Wii U. El disseny de la Switch està destinat a acollir jugadors d'un públic més ampli mitjançant les seves múltiples maneres de jugar, mentre manté la singularitat de Nintendo i la innovació dins el mercat del maquinari de videojocs. Nintendo va optar per utilitzar components electrònics més estàndards, com uns xips basats en la línia Tegra de NVidia, per fer el desenvolupament per a la consola més fàcil per als programadors i més compatible amb actuals motors de videojoc. Així com la Wii U s'esforçava per aconseguir suport extern deixant-la amb una fluixa biblioteca de jocs, Nintendo ja va assenyalar abans de la seva revelació el suport de molts tercers desenvolupadors i publicacions per ajudar a crear una biblioteca de jocs de la Switch. Mentre que Nintendo inicialment va anticipar uns 100 títols per al seu primer any, van acabar disponibles al final del 2017 uns 320 jocs tant fets per Nintendo com per desenvolupadors tercers i independents.
La consola va vendre més de 2,74 milions d'unitats durant el seu primer mes a la venda, superant la projecció inicial que havia fet Nintendo de dos milions i en un any va arribar a vendre 14 milions a tot el món, superant les vendes totals de la Wii U en vida. A principis del 2018, la Switch va esdevenir la consola híbrida o de sobretaula que més ràpid s'ha venut al Japó i als Estats Units, i a data de març de 2024, tant la Switch com els seus models alternatius havien venut 146 milions d'unitats mundials. Les vendes de la Switch han estat enllaçades amb jocs fets per la mateixa Nintendo, amb sis jocs (The Legend of Zelda: Breath of the Wild, Mario Kart 8 Deluxe, Super Mario Odyssey, Super Smash Bros. Ultimate, Pokémon Sword and Shield i Animal Crossing: New Horizons) havent venut més de vint milions de còpies. Competeix directament amb la PS4 i amb la Xbox One al ser una consola de vuitena generació. La Nintendo Switch 2, que serà retrocompatible amb els jocs de la Switch, sortirà el 2025.

## Història

### Desenvolupament

Esquema publicat el març del 2015 que representava el que havia de ser la "NX".

Nintendo va veure el 2014 una de les pitjors pèrdues econòmiques de la seva història actual, atribuïdes a les poques vendes de maquinari contra la indústria dels mòbils. Anteriorment, la companyia es mostrava hostil contra aquest mercat, ja que l'aleshores president Satoru Iwata deia que "Nintendo hauria de tancar" i perdre la seva identitat si intentaven entrar-hi. Tres anys abans a l'anunci de la Switch, Iwata, Tatsumi Kimishima (aleshores, director en cap), Genyo Takeda (assessor de tecnologia) i Shigeru Miyamoto (aleshores, executiu sènior) van dissenyar una estratègia per revitalitzar el model d'indústria de Nintendo, i això incloïa entrar al mercat dels mòbils, crear nou programari i "maximitzar la seva propietat intel·lectual". Poc abans de la seva mort, Iwata va fer una aliança de mercat amb la proveïdora de serveis per a mòbils japonesa DeNA per desenvolupar aplicacions de mòbils basades en les primeres marques de Nintendo, creient que aquesta aproximació no posaria en un compromís la seva integritat. Després de la mort d'Iwata el juliol del 2015, Kimishima va ser nomenat president de Nintendo, mentre que Miyamoto va rebre el nom d'"assessor creatiu".
Kimishima va dir que mentre Nintendo pensava sobre quina nova màquina volien produir, ells "no només volien un successor" per a la Nintendo 3DS o la Wii U, sinó que en comptes van preguntar "quina mena de nova experiència podem crear?". En una entrevista amb el diari japonès Asahi Shimbun, Kimishima va dir que la Switch estava dissenyada per oferir una "nova manera de jugar" que tindria "un impacte superior al de la Wii U". El president de Nintendo of America, Reggie Fils-Aime, va emfatitzar en la recepció de la consola com un dispositiu que proveeix als jugadors l'opció de jugar a casa o a qualsevol lloc, i va assegurar que això animaria als desenvolupadors a crear nous tipus de jocs.
Shinya Takahashi, director general de la divisió de Nintendo Entertainment Planning & Development, va considerar que el disseny de la Switch està dirigit a les diferències culturats entre jugadors japonesos i occidentals, particularment estudiants; mentre que els estudiants japonesos normalment dediquen més temps després de l'escola i el joc és necessari per al temps social, els occidentals acostumen a tenir horaris més ocupats que ho limiten, fent que les funcions portables de la Switch siguin capaces d'interactuar entre ambdós estils de vida. En alguns casos, els jocs per a la Switch estan dissenyats per animar interaccions socials en grup, com en 1-2-Switch en què demana que els jugadors es mirin cara a cara en comptes que a la pantalla. Kimishima va dir que com a companyia d'oci que és Nintendo, ells veuen jocs a la Switch que animen a divertides interaccions socials com aquestes per donar suport a les seves metes definitives. El nom de "Switch" (lit. "interruptor") va ser tirat no només per referir-se a l'abilitat de la consola per intercanviar del mode de portàtil al de sobretaula, sinó a "la idea de tenir un 'interruptor' que canvia la manera en què la gent sent el seu entreteniment en la seva vida diària".
El director general de Nintendo EPD Yoshiaki Koizumi va servir com a productor general de la Switch durant el desenvolupament. Segons Miyamoto, el desenvolupament de la Switch entre Nintendo va estar dirigit per treballadors joves, amb ell dient que "és com si ells haguessin portat endavant i dissenyat aquest sistema". Miyamoto, Takeda i Iwata van estar menys involucrats, però van promoure el descuit necessari al desenvolupament de la Switch principalment sobre el cost d'implementar noves funcions que farien que la Switch s'aguantés. Per a Miyamoto, el fet que s'involucrés limitadament li va permetre tenir més temps per desenvolupar altres programes que s'estaven creant al mateix moment, com Super Mario Run.
El desenvolupament de la Switch va continuar l'estratègia de l'oceà blau de Nintendo pel competitiu mercat de les consoles. En comptes de provar de competir funció per funció amb les ofertes de Microsoft i Sony, Fils-Aime va dir que l'objectiu de Nintendo per a la Switch era "crear productes i experiències que són úniques i que realment no poden ser copiades pels nostres competidors". Takahashi va dir perquè per a Nintendo, "ens sentim més com a companyia d'entreteniment en comptes d'una companyia de jocs o gràfics", i van descriure la Switch com a "un sistema que realment té el millor equilibri en crear diversió i noves maneres de jugador, però fent-ho amb la qualitat gràfica que ja per si és bona és suficient mentre és un aspecte al que és fàcil desenvolupar-hi". Miyamoto va dir que molts dels conceptes base de la Switch amplien la idea "pensament lateral amb la tecnologia de temporada" originada de la filosofia de disseny de Gunpei Yokoi que Nintendo porta utilitzant durant els últims vint anys.
Una decisió feta per l'equip de desenvolupament consistia en utilitzar un SoC en comptes de crear el seu propi com havien fet abans. Koizumi va dir que aquesta ruptura de la tradició havia d'ajudar a rebre més suport de tercers a la consola utilitzant un SoC del qual puguin portar-hi fàcilment. A més, Koizumi va dir que no estaven enfocant-se en la bateria de la consola, sinó en trobar un equilibri entre totes les funcions del sistema incloent la mida i la vida de la bateria, així que no van optar a utilitzar màquinaria més poderosa sinó un punt mitjà per obtenir la seva visió de la Switch.
La primera aparició pública del maquinari de la Switch va ser juntament amb l'anunci de l'aliança entre Nintendo i DeNA el 17 de març de 2015. En aquest moment Nintendo va referir-se a la consola amb el nom en clau "NX", i el va descriure com un "nou concepte de marca". A una reunió amb inversors l'abril del 2016, Nintendo va anunciar els seus plans de llançar la NX a tot el món el març del 2017. Mentre Nintendo no va ensenyar el maquinari de la NX a l'E³ 2016 del juny, sí va dir que The Legend of Zelda: Breath of the Wild, originalment anunciat com a exclusiu de Wii U, també sortiria per a la NX. A una reunió amb accionistes posterior a la conferència, Miyamoto va dir que la companyia tenia preocupacions sobre si els competidors intentaven copiar idees de la NX si la revelaven massa aviat. El següent més van començar a aparèixer rumors sobre la natura de la consola, incloent el seu ús de hardware Nvidia Tegra i que és un dispositiu "híbrid" enfocat en l'ús de sobretaula i portàtil alhora.

### Anuncis i llançament
El 20 d'octubre de 2016 Nintendo va anunciar oficialment la consola sota el nom de Nintendo Switch, juntament amb un tràiler per ensenyar la naturalesa del maquinari com a dispositiu híbrid. Al moment de l'estrena del tràiler, Nintendo no va ensenyar més detalls sobre les característiques de la plataforma tot i que va planejar esdeveniments el 2017 per ensenyar al detall la consola. La companyia va assenyalar que tenia funcions que no es van ensenyar al tràiler introductori com la seva pantalla tàctil. Miyamoto i Fils-Aime van presentar la Switch al presentador Jimmy Fallon a una emissió del programa The Tonight Show Starring Jimmy Fallon el desembre del 2016. Així com ensenyar una mica la màquina i les seves funcions més destacades, Fallon va tenir l'oportunitat de provar Breath of the Wild en directe.
Un esdeveniment de premsa per a la Nintendo Switch va tenir lloc a Tòquio el 13 de gener de 2017, on es van ensenyar totes les característiques de la consola, el preu de venda i la línia inicial de jocs. L'esdeveniment es va emetre en directe, amb un doblador anglès proveït per Nintendo of Europe durant la seva transmissió i els comptes regionals de Twitter anunciant els detalls a la resta d'idiomes (encara que poc després van aparèixer subtitulats als seus canals oficials). Un esdeveniment de Nintendo Treehouse va tenir lloc l'endemà per a ensenyar la línia sencera de videojocs de llançament per a la Switch.
La Switch va ser oficialment llançada a tot el món el 3 de març de 2017, sobretot en els mercats principals, però excloent algunes parts d'Àsia, incloent l'Índia i gran part de la Xina. No obstant, la Nintendo Switch va continuar distribuint-se en alguns mercats particulars, com a Argentina el 15 d'agost de 2017 i a Corea del Sud i Taiwan l'1 de desembre de 2017. La distribuïdora oficial als Balcans de Nintendo va començar a distribuir la consola a Turquia el juliol del 2018, després d'abandonar amb el mercat turc després del tancament de l'aleshores distribuidor Nortec Eurasia. La consola va sortir a les Filipines i Tailàndia el 30 de novembre de 2018 de la mà del distribuidor Maxsoft, a Israel de la mà del distribuidor TorGaming l'1 de març del 2019 com a pla per començar a distribuir els seus productes en aquell mercat, i a Oman pel distribuidor de Dubai Active Gulf el 27 de setembre de 2019.
La Xina no va rebre una estrena oficial de la consola, així com dels seus jocs, fins que va aconseguir aliar-se amb Tencent per aconseguir les aprovacions necessàries. Va arribar al país junt amb una versió de prova de New Super Mario Bros. U Deluxe el 10 de desembre de 2019 a les CN¥2.099 (298 dòlars). La Nintendo Switch també va sortir al Brasil prop del maig de 2017, després que Nintendo assignés a NC Games distribuidora local, ja que Nintendo va sortir del mercat brasiler el 2015. Quan NC Games va finalitzar els seus serveis el 2019, Nintendo va decidir encarregar-se'n de la distribució a partir del 18 de setembre de 2020.
El president de Nintendo, Shuntaro Furukawa, va dir el febrer del 2021, gairebé quatre anys després d'haver-se començat a distribuir, que aquesta havia arribat a la meitat del seu cicle de vida.

### Màrqueting i promoció
Una part clau del màrqueting de la Switch ha de ser "aigua clara a la nostra comunicació sobre el que és el producte i el que pot fer", segons Fils-Aime, per evitar problemes semblants als que van tenir amb la Wii U. Mentre la Wii U estava dissenyada com una consola de sobretaula, la manca de claredat de Nintendo sobrer el tema va portar a la confusió general sobre que la consola era més aviat una tauleta, solapant les altres funcions que Nintendo va afegir amb la Wii U com el joc amb dues pantalles. Al contrari, per a la Switch, Fils-Aime ha dit que la companyia ha estat "molt agressiva i clarament comunicant la proposta que és una consola de sobretaula que pots endur-te allà on vulguis".
Per exemple, el tràiler d'octubre de 2016, considerat atípic per als anteriors enfocaments del màrqueting de Nintendo segons Bloomberg, va estar dissenyat per ensenyar les diverses maneres en les que la Switch es pot utilitzar perquè la gent pugui reconèixer "cadascuna de les seves maneres ofereix diferents experiències de joc per disfrutar". Kimishima va dir que l'intent del tràiler era ensenyar que el dispositiu estava dedicat a qualsevol tipus de jugador, ensenyant característiques que jugadors més experts podrien reconèixer i animar-se a provar-la.
Gran quantitat de la campanya de màrqueting inicial de Nintendo amb la Switch ha estat fortament enfocada en el títol de llançament The Legend of Zelda: Breath of the Wild; l'executiu de màrqueting de Nintendo Nick Chavez va aclarir que la decisió d'ensenyar el nou Zelda per promoure'l als jugadors més grans que han crescut amb els jocs més antics de la franquícia i pels que estan acostumats a jocs moderns de món obert, i a una nova generació de jugadors.
Nintendo va emetre el seu primer anunci per a la Super Bowl durant l'emissió als Estats Units de la Super Bowl LI on, mentre sonava "Believer" dels Imagine Dragons, ensenyaven els diversos modes de joc amb la Switch i els seus títols de llançament i futurs; recordar que es va emetre un anunci per celebrar el 20è aniversari de Pokémon durant la Super Bowl 50, aquest es va pagar per The Pokémon Company i no per Nintendo. Chavez va dir sobre l'anunci que "no hi ha escenari més gran als EUA on ensenyar la plataforma."
Anuncis de televisió addicionals esperen seguir a l'anunci de la Super Bowl, ensenyant els usos de la Switch amb diferents sectors demogràfics, així com audiències de jugadors "casuals" i "habituals". Van aparèixer anuncis al torneig de bàsquet 2017 NCAA Division I Men's Basketball Tournament, a les Kids' Choice Awards del 2017, i a blocs de programació de cadenes nord-americanes com Nickelodeon, Adult Swim i Comedy Central. Chavez va emfatitzar que el màrqueting general de Nintendo per a la Switch no seria només d'"una campanya de sis a vuit setmanes del llançament", sinó "una campanya de 15 mesos per a nosaltres, per no mencionar els plans per a 2018".

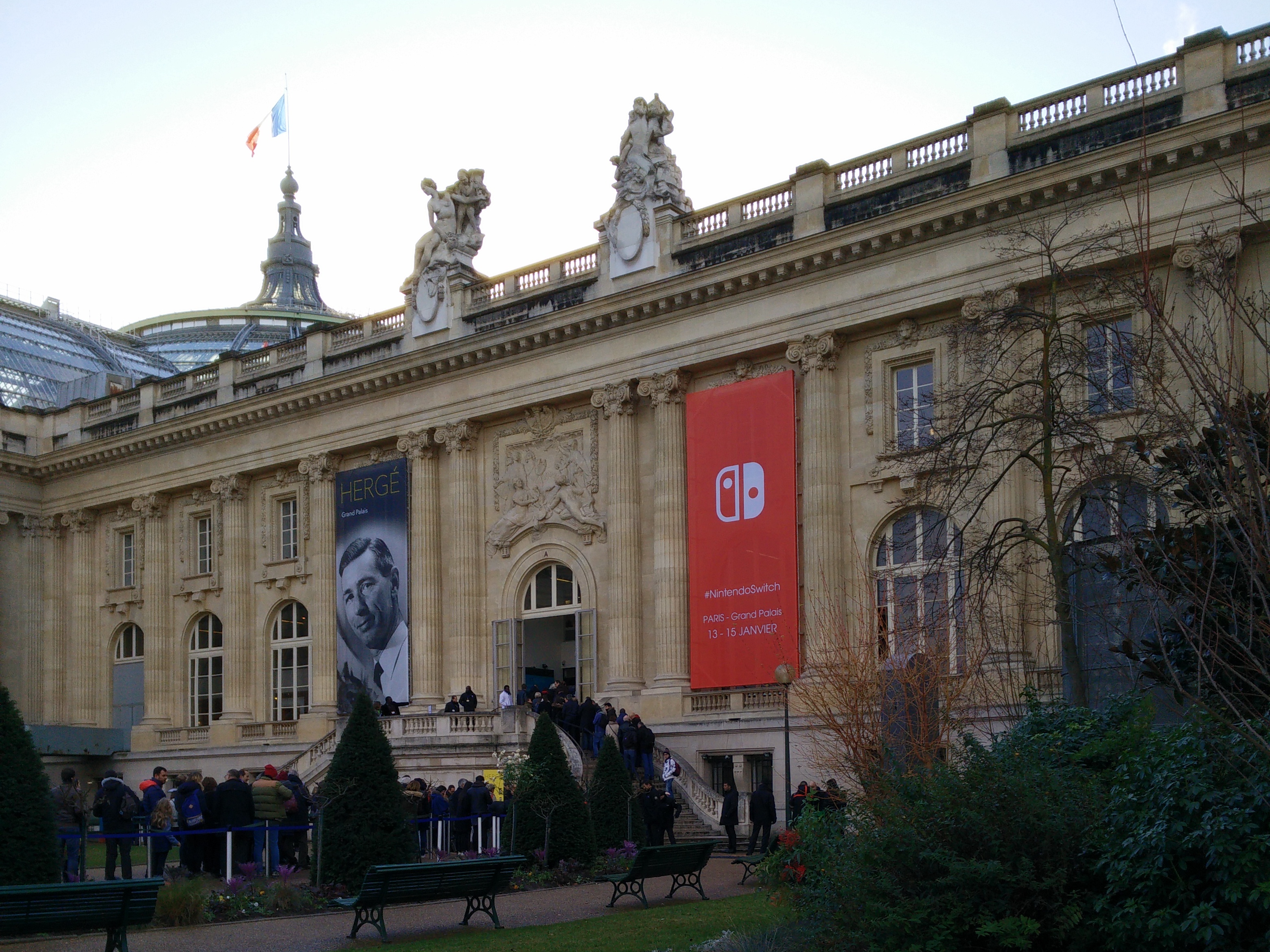
El Grand Palais de París (França) en un esdeveniment de la Switch el 15 de gener de 2017.

Juntament amb els anuncis, Nintendo va planejar diverses maneres perquè els jugadors puguin provar la consola abans de l'estrena mitjançant diversos "esdeveniments de mostra". Kimishima va pensar que això era important, particularment per als "jugadors de carrera", per Nintendo de portar la Switch a les mans dels jugadors per entendre com és de diferent el sistema amb les anteriors ofertes de Nintendo, i que la companyia està duent a terme "un programa de màrqueting de guerrilla on estan apostant i provant de tenir el màxim d'esdeveniments peossible per tenir-la a les mans dels jugadors perquè puguin veure la diferència". Esdeveniments amb versions demostratives del a Switch van tenir lloc el 13 de gener a París i Nova York per la premsa europea i nord-americana respectivament. Els usuaris japonesos també van poder provar la consola a un esdeveniment especial a Tòquio al cap de setmana següents a aquests esdeveniments. Membres del programa de fidelitat My Nintendo van tenir l'oportunitat de rebre invitacions per esdeveniments posteriors de la Switch per Amèrica del Nord entre gener i març de 2017. Esdeveniments semblants es van programar pel Regne Unit el febrer de 2017. Nintendo també va dur versions de prova de la Switch perquè els assistents poguessin jugar a la convenció PAX South de San Antonio (Texas) el gener, al RTX de Sydney i als Països Baixos el febrer de 2017. Nintendo també va promoure la Switch durant la campanya "llocs inesperats" de febrer de 2017, temporalment col·locant escenaris d'habitacions per tres llocs dels Estats units i invitant a fans i jugadors, incloent John Cena, a provar la consola. També es va anunciar una col·laboració amb el Disney Channel nord-americana el 2018 per mostrar jocs de Switch en àmbits familiars, incloent-ne una competició televisada.

## Característiques
La Nintendo Switch és una videoconsola híbrida, amb el sistema principal basat en la "consola Switch", la "base de la Switch" i els comandaments "Joy-Con". Tot i tractar-se d'una consola híbrida, Fils-Aime ha assenyat que la Switch és en essència "una consola híbrida que et pots endur allà on vulguis". Fils-Aime ha assegurat que la 3DS, la seva consola portàtil actual, està destinades a co-existir amb la Switch segons el punt de vista de Nintendo, ja que Kimishima pensa que la 3DS és el producte estrella per a jugadors més petits. Mentre Nintendo no considera la Switch com a successora de la Wii U, la companyia ja va planejar discontinuar la producció d'aquesta en anticipació a l'estrena de la Switch, fet que va tenir lloc el 31 de gener de 2017.

### Consola i base

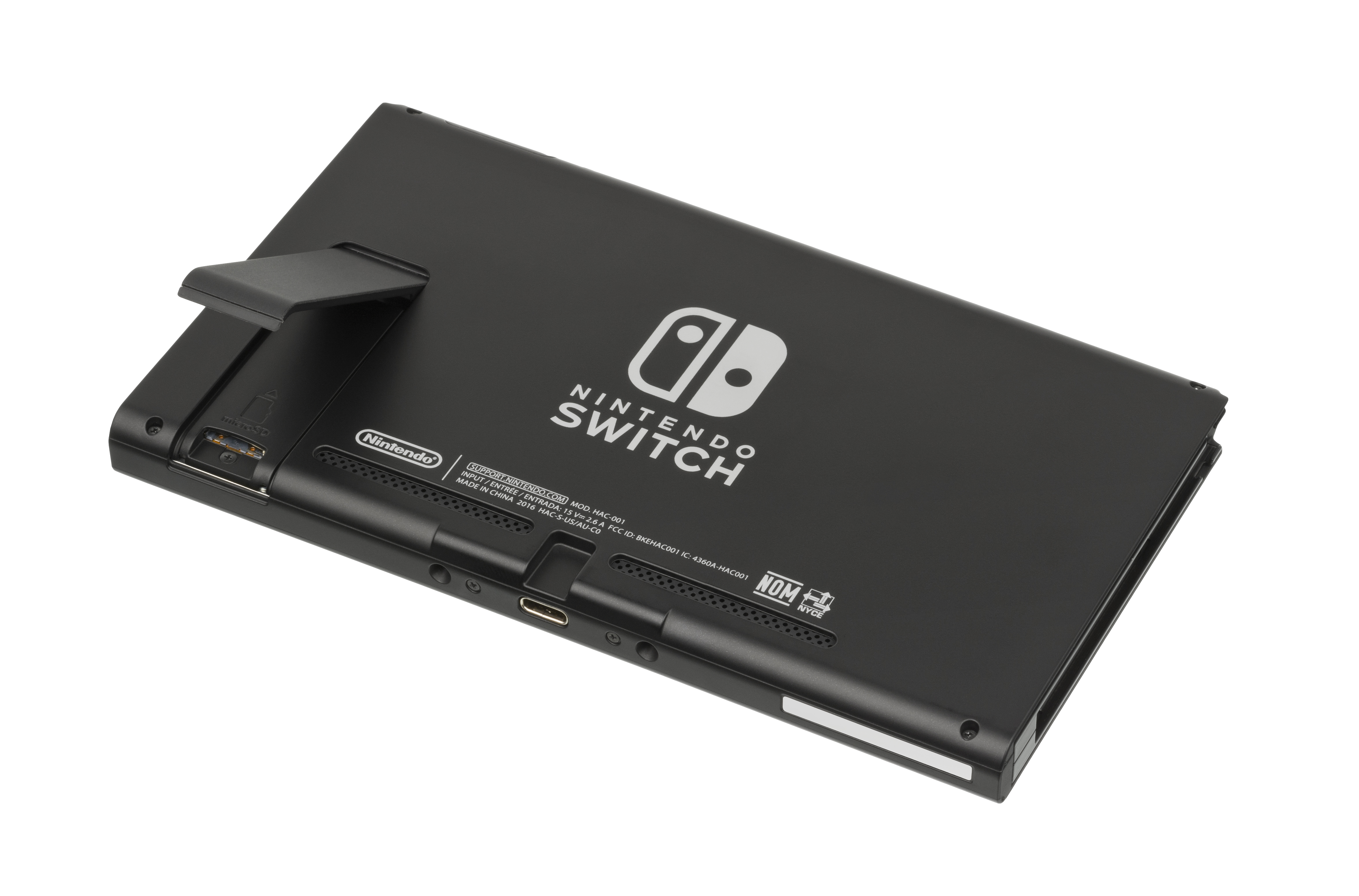
La part del darrere de la consola que mostra el suport, la ranura de la microSD, el port de càrrega i el ventilador.

La unitat principal de la Switch és la consola, un monitor tipus tauleta que funciona amb bateria que compta amb una pantalla LCD que mesura 6,2 polzades (16cm). La unitat mateixa mesura 23,9 cm x 10,2 cm x 1,4 cm i pesa 297 g. La pantalla té una capacitat multitàctil de deu punts i inclou tecnologia hàptica de la mà d'Immersion Corporation. La pantalla LCD suporta resolucions de fins a 720p (1280x720 px). La consola inclou un jack d'àudio de 3,5 mm, altaveus estèreo a la part inferior de la consola, un port USB-C per carregar mentre és fora de la base, i un suport per a la part del darrere. La consola també inclou ranures per a targetes de joc (basada en mitjans de cartutx) i per targetes microSD externes per ser nstal·lades o retirades. La consola té guies al costat, on es poden col·locar o extreure els Joy-Con. Un sensor de llum al davant de la consola es pot utilitzar per controlar la brillantor de la pantalla.

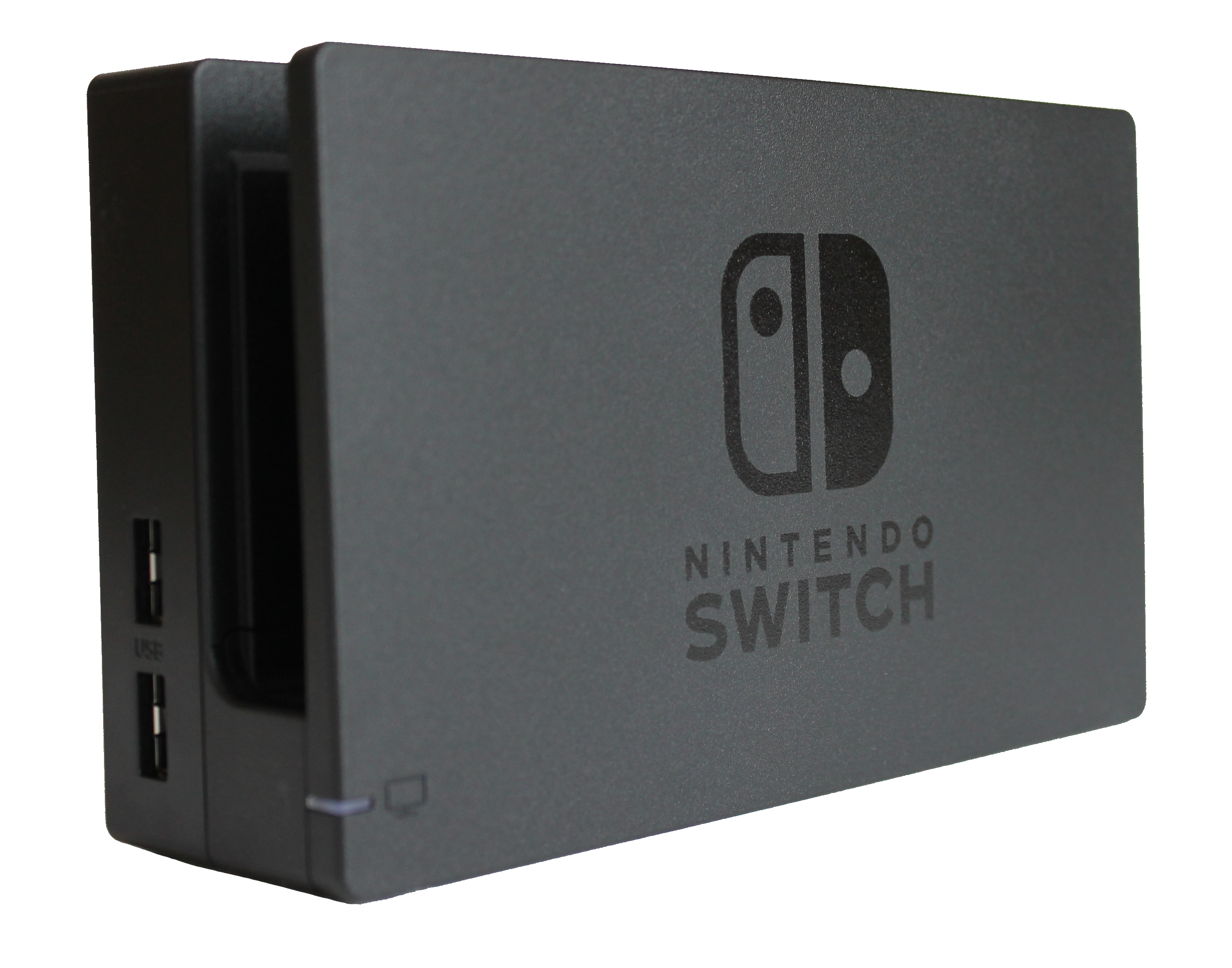
La base de la Nintendo Switch.

La consola, amb els Joy-Con enganxats o sense, es poden col·locar dins la base de la Switch, una docking station amb connectors elèctrics per connectar la consola a una font d'alimentació per carregar la seva bateria, o a la televisió via una connexió HDMI per la sortida de vídeo/àudio. La base també inclou un port USB 3.0 i dos de USB 2.0. Connectat, la consola pot suportar resolucions de fins a 1080p i amb 60 fps com a molt, encara que la resolució màxima dependrà del joc. Per exemple, The Legend of Zelda: Breath of the Wild s'executa a un màxim de 900p i 30 fotogrames per segon mentre estigui connectada la Switch a la base. La base mesura 17,3 cm x 10,4 cm x 5,4 cm i pesa 327 g.
Amb la consola i la base hi ha tres mètodes de jugabilitat que es poden utilitzar amb la Switch; el "mode TV" amb la consola enganxada a la base per jugar amb un televisor gran, el "mode tabletop" o "mode sobretaula" amb la consola arrepenjada sobre una superfície amb el seu suport per jugar lluny d'una pantalla, o en "mode portàtil" com una tauleta tàctil tradicional. Els jugadors poden intercanviar entre aquests modes col·locant o removant la consola de la base, traient o amagant el suport o extraient o connectant els Joy-Con. Els jocs poden dissenyar-se per jugar només en modes en concret; per exemple, Voez, que només utilitzava la pantalla tàctil, no podia ser jugat en mode TV fins que va ser actualitzat. Un altre exemple on no és compatible el mode portàtil és Super Mario Party.
Nintendo ha dit que la Switch és una "experiència d'un jugador", en què el jugador veu el contingut de la consola quan sigui fora de la base, o a la pantalla enganxada a la base quan la consola hi és dins. La Switch no inclou funció de dues pantalles com el que tenia la Wii U i el seu GamePad.
Nintendo va patentar una tecnologia per utilitzar diferents consoles Switch per crear una configuració multimonitor, col·locant-les en una superfície plana per mostrar una sola imatge de joc a través de les seves pantalles, quelcom que es va començar a utilitzar a Super Mario Party.

### Joy-Con

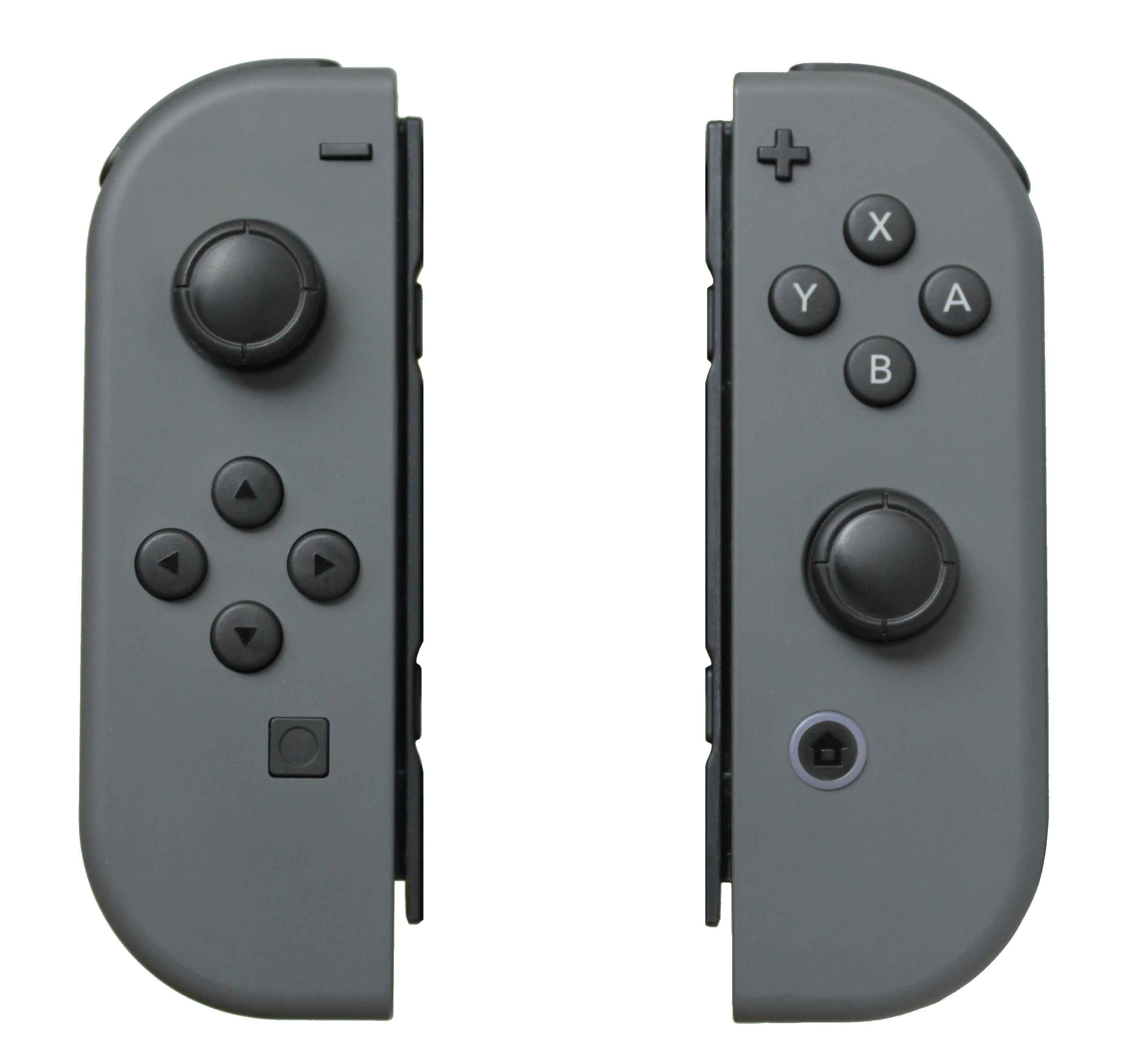
Els comandaments Joy-Con L i Joy-Con R.

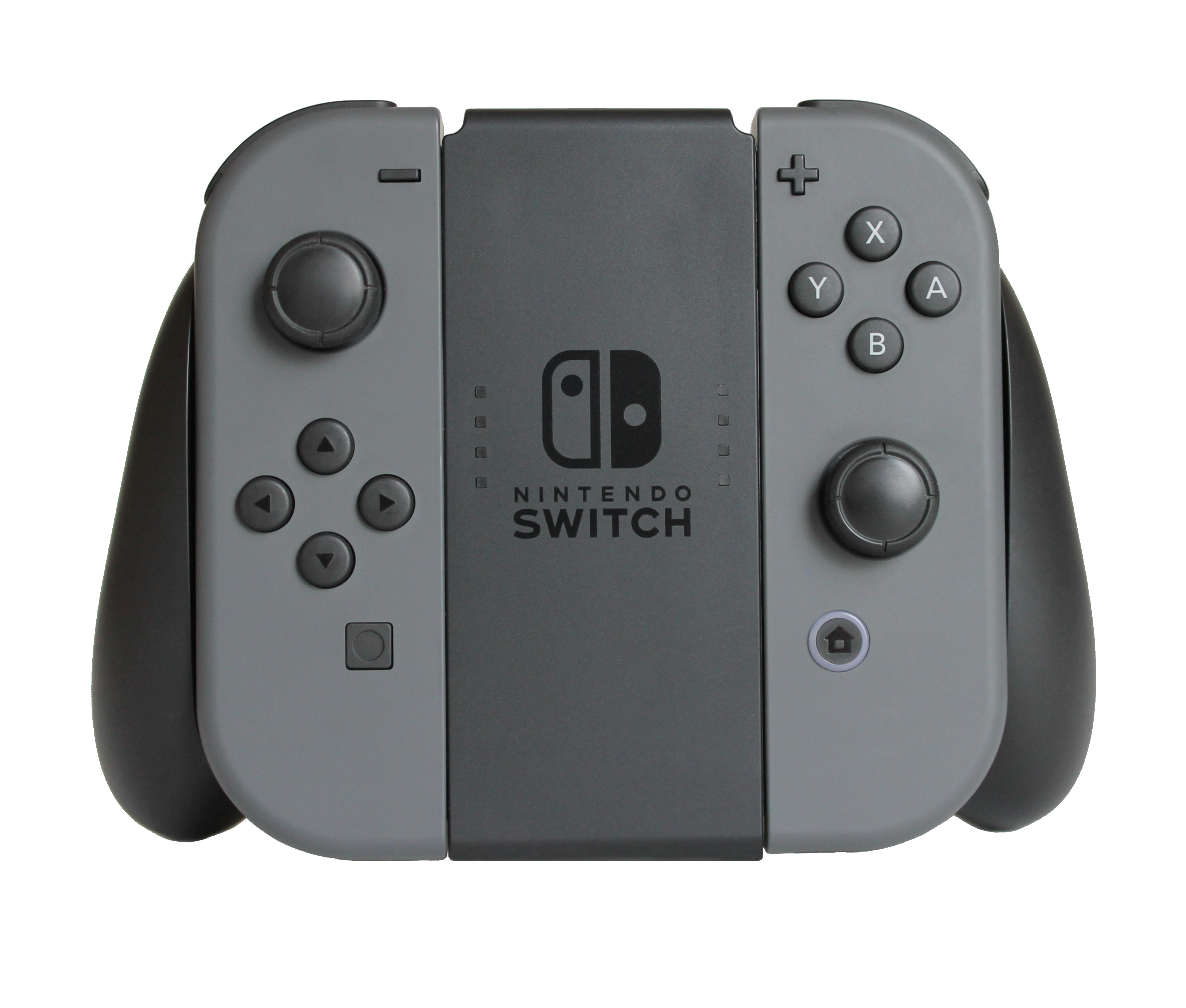
Joy-Con enganxat al suport per als Joy-Con

La Nintendo Switch ve amb dos comandaments anomenats Joy-Con, en concret els "Joy-Con L" i el "Joy-Con R". Mesuren 10,2 cm x 3,6 cm x 2,8 cm, i pesen 49 g i 52 g respectivament. Els comandaments es poden utilitzar de quatre maneres diferents: enganxats a la consola Switch pels costats, retirats i utilitzats per separat per un sol jugador a cada mà (semblant al Wii Remote i al Nunchuk), enganxat a el suport dels Joy-Con per oferir una forma semblant als comandaments clàssics habituals o utilitzat individualment per dos jugadors. Una sola Switch pot permetre fins a vuit Joy-Cons alhora.
Cada Joy-Con inclou quatre botons d'acció davanters (el Joy-Con R té els botons ABXY clàssics de Nintendo, i el Joy-Con L té la creu de botons), un estic analògic que es pot prémer com a cinquè botó, els botons plus (+) i minus (-) i dos botons com a gallets. Per la guia hi ha dos botons addicionals (els botons SL i SR) que poden funcionar com a botons extra quan el Joy-Con s'agafa horitzontalment. Cada Joy-Con també compta controls de giroscopi així com una funció anomenada "vibració HD" que poden oferir una resposta tàctil al jugador; Nintendo ho ha descrit dient que el jugador pot percebre el xoc dels glaçons dins un got, saber el nombre de glaçons i notar com s'omple el got amb aigua.
El Joy-Con R té un sensor de NFC, permetent funcionalitat amb la línia amiibo. Un sensor d'infrarrojos a la base del Joy-Con R pot determinar la distància d'un objecte entre el propi comandament, i fins i tot és capaç de veure les diferències de les formes de la mà jugant a pedra, paper, tisora, per exemple. També inclou el botó "HOME". El Joy-Con L té un botó especial per fer captures de pantalla per compartir mitjançant xarxes socials, i posteriorment permetrà gravar la pantalla.

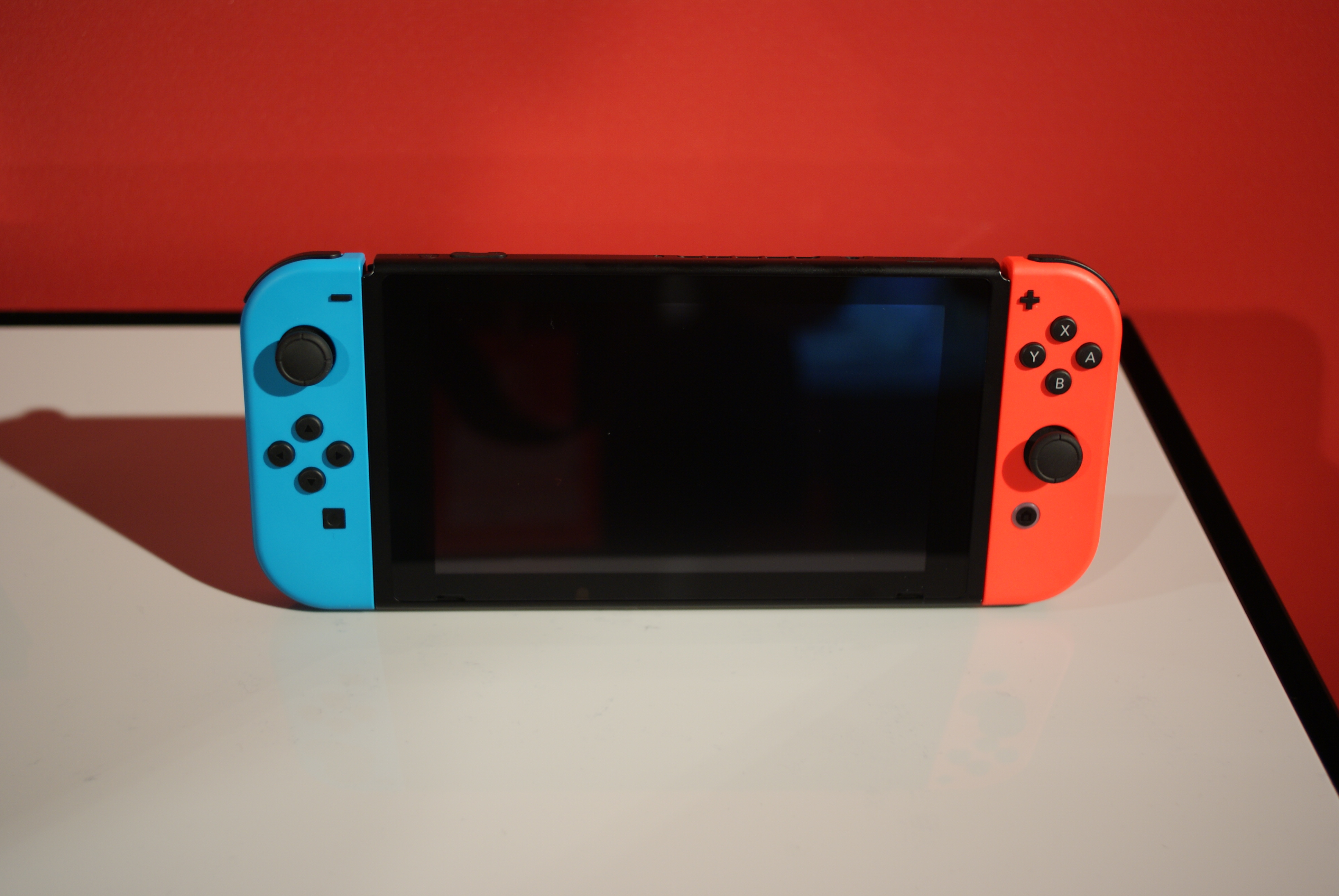
La Nintendo Switch en mode portàtil, amb els comandaments Joy-Con vermell neó i blau neó enganxats.

Als Joy-Con s'hi pot enganxar una corretja afegida de 1,4 cm per col·locar-se al canell del jugador, semblant a la corretja del Wii Remote. Les guies dels Joy-Con s'enganxen a la base de la corretja, que inclou botons extra d'esquerra i dreta. La corda permet que els jugadors moguin o sacsegin el comandament sense perill especialment pels jocs més orientats a utilitzar els seus sensors de moviment, com 1-2-Switch o Arms.
El Joy-Con es pot obtenir en altres colors a part del gris que ve per defecte; de fet amb l'estrena mundial de la Switch es venen dos paquets, un amb els dos Joy-Con grisos i l'altre amb un Joy-Con vermell neó i l'altre blau neó. Els membres japonesos del programa de fidelitat My Nintendo van poder triar personalitzant el seu paquet de la Switch el primer dia triant els colors entre els dos Joy-Con i les dues corretges. Joy-Con addicionals es poden comprar en parelles o per separat. A mitjans de juliol de 2017, Nintendo va introduir el Joy-Con de color groc neó per coincidir amb l'estrena del joc Arms així com el neó verd i el neó rosa juntament amb Splatoon 2.

### Especificacions tècniques
La Switch utilitza un xip personalitzat de la família de productes Tegra, desenvolupada juntament amb Nvidia. No s'han donat més detalls sobre el tema a part que "està basat en la mateixa estructura que les targetes gràfiques de videojocs GeForce comuns als ordinadors personals", i que la seva API, coneguda com a "NVN", està dissenyada per oferir "lleugeressa i joc ràpid a les masses". Takeda va dir que els xips Nvidia eren necessaris per oferir rendiment semblant als jocs dels ordinadors personals, ajudant a aconseguir "alt rendiment però inferior consum d'energia" per a la Switch. Informes anteriors a l'estrena, sense confirmar per Nintendo ni Nvidia, van dir que el SoC seria un Nvidia Nvidia Tegra X1 SoC amb 4 processadors CPU ARM Cortex-A57 i 4 processadors CPU ARM Cortex-A53 així com 256 processadors GPU Maxwell basats en CUDA. Això va ser corroborat més endavant per una anàlisi de la consola fet per Tech Insights el març de 2017. Els processadors de CPU estan programats a 1.020GHz, com revela DigitalFoundry, mentre que els de GPU poden variar entre 768 MHz i 307.2MHz depenent si el dispositiu és dins la base. Una obertura del producte final de part de iFixIt va confirmar 4GB de LPDDR4.
La Switch ofereix connectivitat sense fils 802.11ac i compleix els modes 802.11 a/b/g/n/ac. Fins a vuit consoles Switch es poden connectar a una xarxa ad hoc sense fils per partides de multijugador local, i múltiples jugadors poden connectar amb les seves pròpies consoles connectades. En el cas d'almenys un joc, Splatoon 2, deu consoles es poden connectar a una xarxa ad hoc', encara que només vuit poden jugar directament mentre que les altres dues fan d'espectadors. La Switch utilitza Bluetooth 3.0 per comunicar-se sense fils la consola amb els seus comandaments. Els usuaris poden adquirir un adaptador LAN extern per tenir connectivitat a la xarxa per cable quan la consola estigui en mode televisor.
La consola Switch utilitza en mode portàtil una bateria recarregable no extraïble d'ió-liti de 4310mAh i 3.7 V. La vida de la bateria s'estima de ser entre 2,5 i 6,5 hores, segons el programari utilitzat. Nintendo dona l'exemple de The Legend of Zelda: Breath of the Wild que suporta aproximadament tres hores de bateria. La bateria es pot carregar connectada a la base o utilitzant un connector estàndard USB-C a la consola. El temps de recàrrega estimada mentre la consola és en mode de suspensió és d'unes 3 hores. Nintendo permet el servei de substitució de bateries mitjançant atenció al client. Els Joy-Con tenen la seva pròpia bateria de ió-liti de 525 |mAh, 3.7 V separada de la consola. Aquestes bateries es poden carregar automàticament si s'enganxen a la consola mentre s'està carregant ella sola o quan es col·loca a la base. Accessoris addicionals tindran altres maneres de carregar els Joy-Con. Mentre el suport dels Joy-Con que ve amb la Switch no té opcions per carregar, una carcassa pels Joy-Con especial per separat inclou un port USB-C per utilitzar-se per carregar les bateries dels Joy-Con mentre estan connectats a aquesta.
El dispositiu inclou 32 GB d'emmagatzematge intern, però es pot expandir fins a 2 TB utilitzant una targeta microSD, microSDHC o microSDXC. Si s'utilitza la microSD, la Switch només allotja les dades de desament a la memòria interna, deixant espai que es pot re-aconseguir a la targeta. La partida sempre es desarà dins la consola, independentment si la font és un cartutx físic o una còpia digital. Al principi, no hi havia manera de transferir partides desades a la memòria interna a una altra consola Switch, preò les transferència de les partides i els perfils entre consoels Switch va ser afegit en l'actualització 4.0.0 d'octubre de 2017. Mentre que el suport per microSD i microSDHC estarà disponible en un anunci, el suport per a targetes microSDXC s'ha d'habilitar al programari de la consola mitjançant l'actualització de dia 1. La Switch no permet discos durs externs durant el seu llançament però Nintendo està mirant d'afegir aquesta funció en una actualització futura.
La consola inclou un jack per a auriculars de 3,5mm. La unitat no és compatible directament amb auriculars Bluetooth sense fils, encara que es poden connectar mitjançant adaptadors sense fils de terceres companyies connectant-los al jack. Una actualització del sistema l'octubre del 2017 va habilitat suport per a auriculars USB sense cable mentre que el receptor estigui connectat al port USB de la consola.

#### Revisió
A finals d'estiu del 2019 va començar-se a distribuir un model de la Nintendo Switch que utilitza un chipset més eficient que el del model original, Tegra X1+ SoC en comptes de Tegra X1, i que estén la durada de la bateria a entre 4,5 i 9 hores, depenent del joc.

### Altres comandaments i accessoris

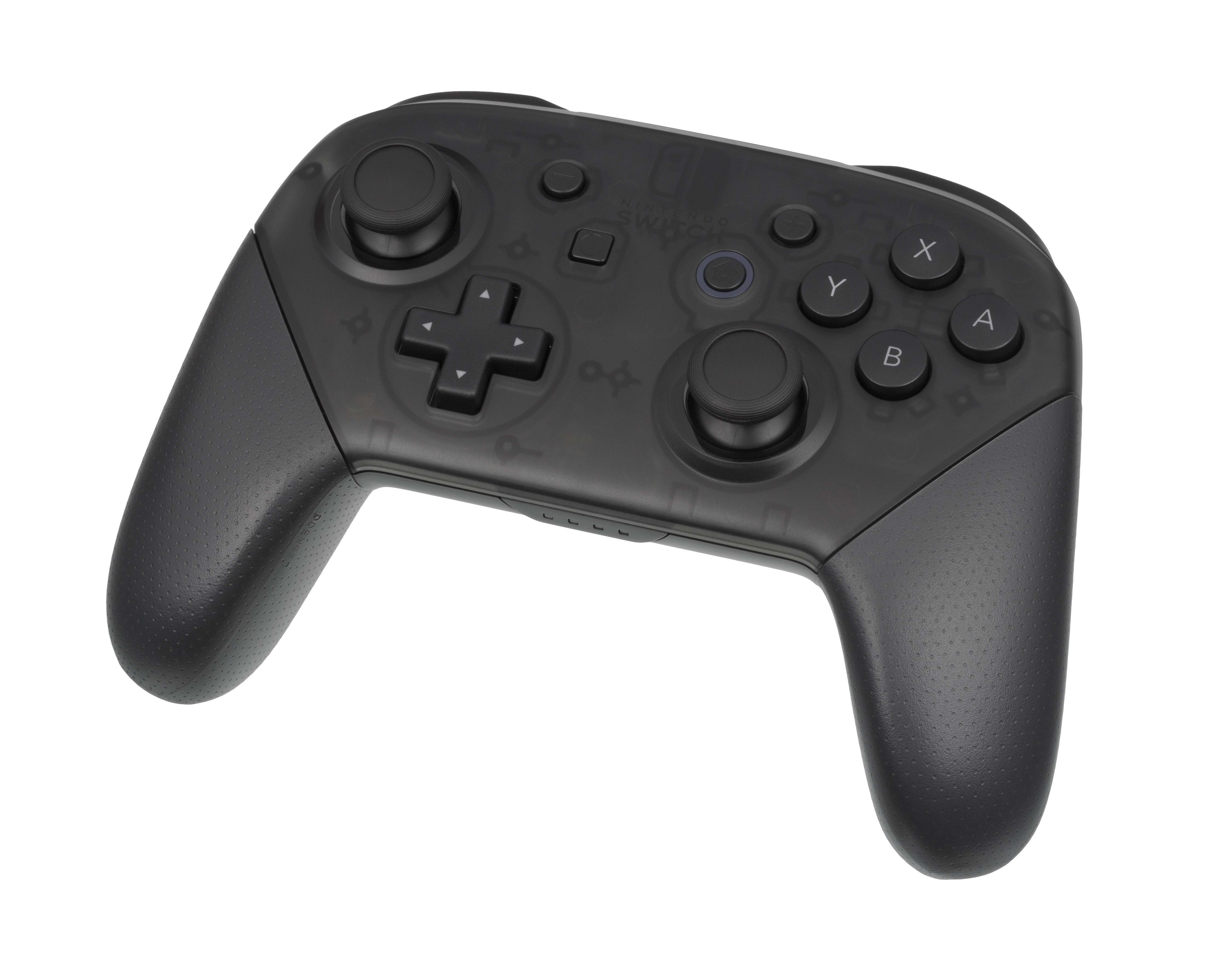
L'opcional i més convencional Pro Controller.

Kimishima també ha dit que la Switch suporta un gran nombre d'accessoris, suggerint que "és un gran ecosistema de dispositiu mentre que la pròpia consola continua sent l'element clau". Takahashi va suggerir la possibilitat d'altres unitats a part del Joy-Con que es poguessin enganxar i/o connectar a la consola com una alternativa de comandament i canviar com la Switch és utilitzada.
Han sortit suports i docks addicionals per superar les limitacions dels propis de la consola, incloent un producte oficial ajustable que podia connectar-se a l'adaptador de càrrega del dispositiu.
Va sortir per separat un suport per carregar els Joy-Con mitjançant un cable USB-C. Arran d'això, Nintendo va introduir el juny de 2017 una corretja que permet als jugadors carregar els Joy-Con, mitjançant bateries AA connectades. Nintendo també ofereix un volant Joy-Con, amb aspecte de volant on s'hi pot enganxar el Joy-Con, permetent-lo utilitzar a jocs de curses com Mario Kart 8 Deluxe. La consola compta amb suport amb el sense fils Pro Controller, que té un disseny més clàssic que recorda al Wii Classic Controller Pro i al Wii U Pro Controller. A partir de l'actualització del sistema 3.0.0 es pot utilitzar el comandament en mode USB amb cables, encara que això deshabilita el punt NFC. Estan disponibles bases per separat, que inclouen l'adaptador de corrent i el cable HDMI. Terceres companyies també venen els seus accessoris addicionals per a la Switch, com fundes i protectors de pantalla. L'actualització 4.0.0 va habilitar suport per a comandaments de GameCube connectats via USB amb l'adaptador Wii U de GameCube, per a utilitzar-se en jocs com Super Smash Bros. Ultimate. Es permeten teclats USB per a certes tasques, com introduir text. Alguns comandaments Joy-Con basats en els comandaments de NES, SNES, Nintendo 64 i Mega Drive s'han disponibilitzat per jugar als jocs retro que es disponibilitzen amb el servei Nintendo Switch Online.
Inspirant-se en Wii Fit, Nintendo va estrenar Ring Fit Adventure l'octubre del 2019, que inclou una corretja per a les cames per enganxar-hi un Joy-Con i un Ring-Con, un cercle de plàstic flexible per ficar-hi l'altre. El jugador interacciona amb el joc, que es basa en un videojoc de rol, mentre realitza diferents exercicis, com caminar en el lloc, la gatzoneta o fer força per doblegar el cercle, per dur a terme accions en el joc com córrer, saltar i atacar o defensar-se, respectivament.

#### Nintendo Labo

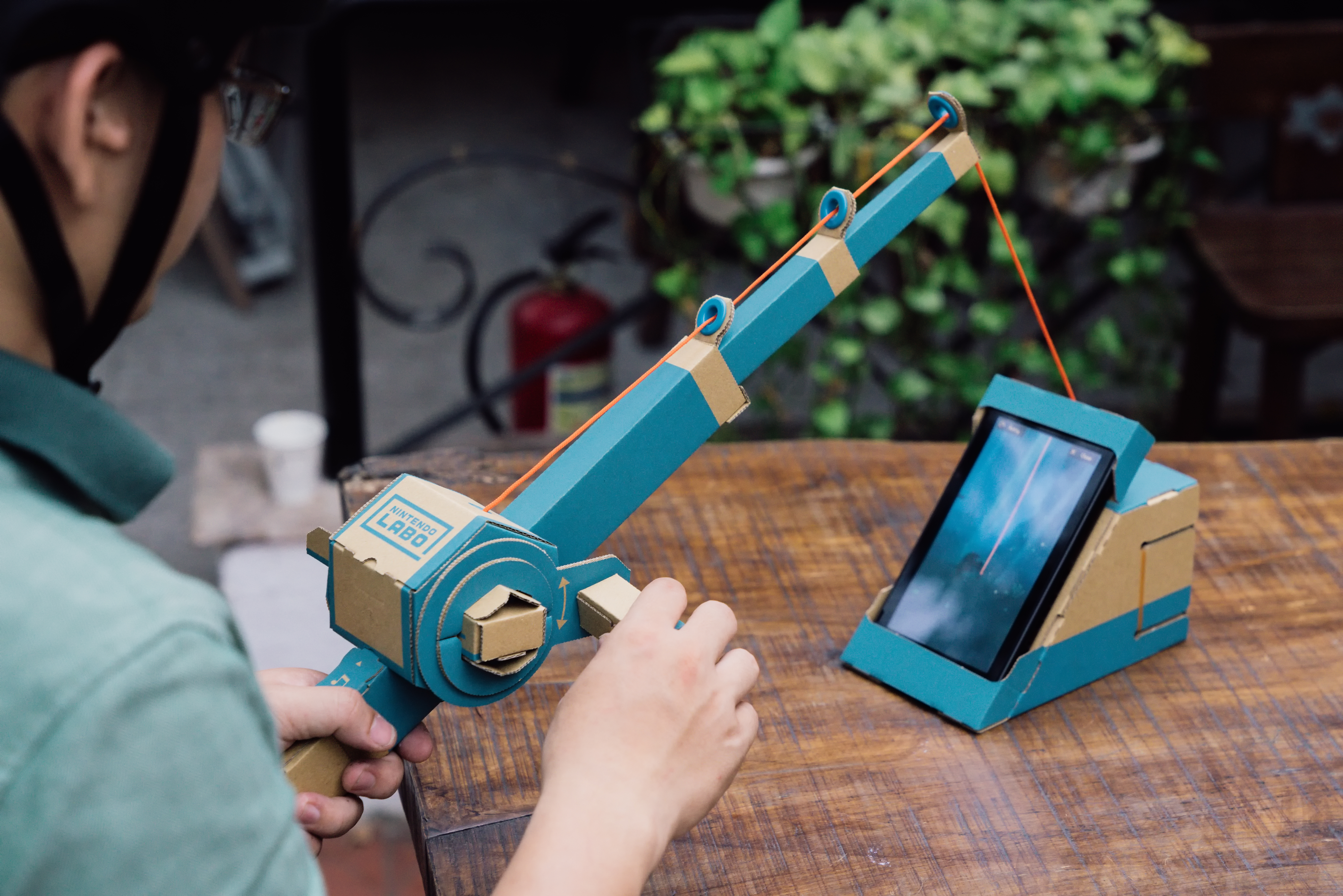
Un kit de Nintendo Labo que emula una canya de pescar.

El 17 de gener de 2018, Nintendo va anunciar Nintendo Labo, una plataforma orientada als nens i nenes que combina jocs amb projectes de cartró que el jugador ha de muntar pel seu compte, per on s'hi pugui adherir la consola i el Joy-Con, per així crear joguines al voltant de la Switch per interactuar amb aquests jocs. Aquestes unitats de cartró, la cinta de goma, entre d'altres peces, reben el nom de Toy-Con. El programa inclou instruccions per construir el Toy-Con així com la interfície per controlar-lo. Alguns exemples donats inclouen un "cotxe" conduït per controlar remot, on els dos Joy-Con s'enganxen al cotxe i la seva vibració proveeix el moviment pel cotxe, controlat des de la Switch, una canya de pescar on el Joy-Con és part del carret i el màneg de la canya i els seus controls per moviment s'utilitzen per simular l'acte de pescar al minijoc, i un petit piano de joguina.
Aquesta plataforma va sortir el 20 d'abril de 2018 (set dies després a Europa) en dos models. El primer ("Variety Kit") inclou els Toy-Cons d'un cotxe teledirigit, una canya de pescar, un piano de joguina, una moto i una casa. El segon ("Robot Kit") inclou parts per construir un vestit robot en què el Joy-Con esquerra s'utilitza per controlar el moviment i una motxilla que aguanta el Joy-Con dret per llegir els balancejos de les mans i els peus mentre el jugador interactua en un món virtual que recorda al de la demo Project Giant Robot, que Miyamoto va presentar a l'E³ 2014 però que va acabar fusionant-se amb el joc Star Fox Zero. Nintendo també planeja llançar accessoris addicionals per tals de decorar els Toy-Con així com un sistema per substituir el cartró en cas de deteriorament. Després de l'anunci la recepció va ser mixta: mentre a la borsa el preu d'estoc de Nintendo va pujar un 2,4% mentre els accionistes deien que el producte podria servir com una manera d'introduir-se i desenvolupar aquest mercat poc ortodox, les xarxes socials van omplir-se de memes parodiant el producte.
Després de dir el gener de 2017 que la companyia estava evaluant la possibilitat del suport de la realitat virtual amb la Switch segons si això podia ser còmode per al jugador després d'hores de joc, Nintendo va començar a distribuir el març de 2019 un kit Labo RV, que utilitza un casc de cartró i un visor col·locat davant de la pantalla de la consola, en combinació amb els accessoris enganxats.

### Producció
La Switch s'ha fabricat entre la taiwanesa Foxconn i la japonesa Hosiden, sent Foxconn la responsable de més quantitat. Nintendo no va planejar de vendre la consola sota el preu de fàbrica tal com van fer a les estrenes de la 3DS i la Wii U; Nintendo va afirmar que la Switch seria profitosa des del llançament durant el seu informe de guanys de l'any fiscal del 2016, ja que la companyia veia a la consola com a clau pels guanys de 2017 i endavant. Fomalhaut Techno Solutions, una marca "demolidora de productes" japonesa, va estimar que la Switch va costar $257 per vendre-la al seu preu de venda recomanat de $299, mentre que la consola i el dock costaven $167 i cada Joy-Con $45. Kimishima va dir que podrien aconseguir més profit amb la Switch quan aconseguissin descomptes en el volum dels components un cop arribin a un nivell de deu milions de Switch venudes.
Abans d'estrenar-se, Nintendo va anticipar vendre dos milions d'unitats de Nintendo Switch fins al final del seu primer mes, i va assegurar que podrien abastir la demanda generada durant el període de llançament per evitar la situació que es va viure amb la Nintendo Classic Mini: Nintendo Entertainment System a l'octubre de 2016. Kimishima va anticipar que la Switch tindria unes vendes totals semblants a les de la Wii, que el 2016 va comptar 101 milions d'unitats.
Seguint el nombre de vendes revelat a l'abril de 2017, el Financial Times va dir que la companyia volia produir 18 milions de Switch en el seu any fiscal del 2017 per evitar "rebequeries dels consumidors" per les poques unitats disponibilitzades, particularment durant la campanya nadalenca del 2017 i l'estrena de Super Mario Odyssey el 27 d'octubre del mateix any. Fils-Aimé va dir el setembre de 2017 que l'objectiu de producció del 2017 per a la Switch seria obstaculitzat per un embús en certs components. DigiTimes publicà l'octubre de 2017 que Nintendo va alterar la ràtio de producció de la Switch fins a dos milions per mes, amb intenció d'enviar 20 milions de consoles per la fi de l'any i preparar-se per a l'estrena de la consola a Taiwan i la Xina a principis de 2018; el diari també va indicar que la ràtio de producció era una limitació de components i no cap altre factor del procés de producció de Nintendo.
En la presentació als inversors dels resultats de l'any fiscal del 2017, l'aleshores recentment anomenat president de Nintendo, Shuntaro Furukawa, va dir que esperaven produir 20 milions de consoles durant l'any fiscal següent mantenint l'impuls de les seves vendes aquell any.
El juny del 2019, el The Wall Street Journal va assegurar que Nintendo va començar a traslladar part de la producció de la Switch i de les seves dues revisions de la Xina a l'Àsia Sud-oriental per limitar l'impacte de les noves tarifes nord-americanes en electrònica fabricada a la Xina.
El novembre del 2020, Bloomberg va difondre que Nintendo va demanar als seus socis de muntatge que augmentessin la producció de la Switch un 20% i va augmentar l'objectiu de vendes de la Switch per a l'any fiscal del 2020 de 25 milions d'unitats a 30 milions, després que augmentés l'objectiu per a l'any fiscal de 22 milions venuts a 25 milions l'agost del 2020. Aquests augments en la producció s'han atribuïT a més demanda degut a l'èxit d'Animal Crossing: New Horizons durant la pandèmia de COVID-19.

### Revisions de maquinari
A principis de 2019 van començar a aparèixer els primers rumors en quant a possibles revisions de maquinari que estava planejant de vendre Nintendo sobretot després que se sabés que Nintendo va alertar a la FCC de canvis en el SoC i en la NAND originals. Nintendo va acabar anunciant la Nintendo Switch Lite per començar-se a distribuir el setembre del 2019, un model que integrava els Joy-Cons en una única consola purament portàtil, amb una pantalla més petita, els botons convertits en direccionals i una bateria més duradora, entre d'altres.
Sobre uns possibles rumors d'un nou model més potent, anomenat tentativament com a "Pro", Nintendo va respondre que no planejaven més models pel 2020, i que volien concentrar-se en promoure els beneficis de la Switch Lite en favor de la Switch original. Alguns dels rumors parlaven de tecnologia OLED i d'un dock que podria emetre una imatge re-escalada fins a 4K, i que s'anunciaria l'E3 del 2021, però no va acabar succeint. A aquests rumors, Nintendo of America va contestar que anunciaran nous models quan arribi "el moment" i "la tecnologia pugui millorar l'experiència de joc". Nintendo va acabar anunciant la oficialment anomenada Nintendo Switch (model OLED) el 6 de juliol de 2021. Aquesta compta amb una pantalla OLED de 720p de 180 mm, que pot emetre a 1080p en mode televisor. També té 64 GB d'emmagatzematge intern, àudio millorat i un suport ajustable per al "mode tabletop", i el paquet també inclou un nou dock amb un port LAN per cable. Serà llançada el 8 d'octubre de 2021 en dos paquets: un amb un dock negre i Joy-Cons vermells i blaus, i un altre amb dock i Joy-Cons blancs, amb preus de $349,99 cadascun.

## Programari
La interfície gràfica d'usuari de la Switch compta amb icones gegants que representen jocs allotjats a les unitats d'emmagatzematge de la consola o bé a la ranura de cartutxos. També inclou botons de drecera a notificacions de Nintendo, la eShop i un àlbum de fotos per veure les captures de pantalla extretes durant la partida; l'actualització 4.0 del sistema l'octubre de 2017 també va activar la possibilitat de capturar i compartir vídeo de certs jocs. Nintendo ha confirmat que la Switch compta amb perfils d'usuari, fins a vuit en una sola Switch, que poden ser vinculats a un ID del compte Nintendo d'un usuari. Els perfils poden ser representats per avatars pre-dissenyats d'una galeria interna, o bé utilitzant un Mii; el creador de Mii ha estat actualitzat amb noves opcions de color per aspectes com el cabell, encara que aquest està integrat dins la configuració de la consola en comptes de ser aplicació independent.
Els jugadors van descobrir que el firmware de la Switch inclou un ou de pasqua que permet jugar al joc de NES Golf mitjançant un emulador incorporat. Mentre que Nintendo no ha confirmat la seva presència, periodistes i jugadors creuen que és un tribut a l'anterior president Satoru Iwata, ja que Golf va ser programat per ell, i al joc només s'hi pot accedir si el rellotge del sistema està configurat a l'11 de juliol (el dia que Iwata va morir) i els Joy-Cons es mouen de manera semblant a com Iwata movia les mans a les seves presentacions Nintendo Direct. Alguns usuaris japonesos es refereixen a això com un omamori (amulet) que va deixar el propi Iwata. No obstant, sembla que amb la versió 4.0 aquest minijoc va desaparèixer.
Nintendo va continuar el seu programa de seguretat de barret blanc que utilitzava amb la Nintendo 3DS. Amb l'ajuda del web extern HackerOne, Nintendo premiarà fins amb 20.000 dòlars el primer usuari que identifiqui qualsevol vulnerabilitat que promogui pirateria, trampes o enviament potencials de contingut inapropiat a usuaris més joves, amb el premi estant basat en la severitat de l'error de seguretat.

### Serveis en línia
Nintendo Switch té funcionalitats online, incloent multijugador en línia o amb amics, possibilitat de descarregar i comprar jocs mitjançant la Nintendo eShop regional i un xat de veu. A diferència d'anteriors consoles Nintendo, i seguint la línia de les actuals consoles de Microsoft i Sony, l'accés a aquests serveis requereixen la compra d'una subscripció de pagament al programa Nintendo Switch Online. Aquestes funcions van estar disponibles per un temps de forma gratuïta fins que el programa no es va implementar, ja que va estar inicialment programat per a sortir el 2017 però va ser endarrerit; això es va excusar a la "necessitat a tenir la nostra classe del món d'entorns digital", reconeixent que havien de justificar els costos de la subscripció valorant què ofereixen en comparació amb la competició i que complia les expectatives de què s'esperaria el client. El programa es va estendre progressivament a tots els països. Va començar a funcionar el 18 de setembre de 2018.
Per poder-los utilitzar és necessària la creació d'un "Compte Nintendo", que es pot vincular al compte d'una xarxa social ja existent com X (fins a l'any 2024) o Facebook o a un Nintendo Network ID creat amb les consoles Nintendo 3DS o Wii U. Fer-ho permet compartir amics existents entre comptes (afegit amb una actualització) o el saldo de la eShop. També es poden afegir amics a la "llista d'amics" amb invitacions a companys amb els que l'usuari s'ha trobat en una partida aleatòria en línia o que ja han estat registrats a aplicacions per a telèfons com Miitomo o Super Mario Run. No existeix una funcionalitat de xarxa social creada per Nintendo per a la Switch que segueixi la idea de Miiverse o de StreetPass (3DS), justificant-se que és "una consola de sobretaula" a diferència de la 3DS.
Com a incentiu per a atraure subscriptors, aquests tenen accés a un servei de "lloguer" (a diferència del model de Consola Virtual) de videojocs clàssics de la NES, de la SNES i de la Game Boy (amb un nombre de jocs disponibles que ha augmentat gradualment), així com a ofertes, la possibilitat de provar sencer algun joc en específic durant una setmana determinada i la funcionalitat d'emmagatzemar les partides en línia. L'octubre de 2021, va ser disponibilitzat un paquet d'expansió de cost addicional per al servei en línia que permet jugar a alguns jocs de la Nintendo 64 i de la Sega Mega Drive, i el febrer de 2023, s'hi van afegir jocs de la Game Boy Advance. El paquet d'expansió també dona accés a contingut descarregable de pagament, inclòs el passi de pistes extres de Mario Kart 8 Deluxe, l'Octo Expansion d'Splatoon 2 i Happy Home Paradise d'Animal Crossing: New Horizons. Els jocs free-to-play com Fortnite i Warframe no requereixen una subscripció de Nintendo Switch Online per poder-se jugar en línia.
Algunes funcions d'aquest servei per a mòbils, com el xat de veu, estan disponibles via una aplicació per a mòbils que va sortir el 19 de juliol de 2017, proper a l'estrena de Splatoon 2. La Switch és compatible amb una aplicació per a mòbils extra anomenada Nintendo Switch Parental Controls per accedir a funcions de la consola, com per exemple per manejar el control parental.

### Suport multimèdia
La Switch no té d'entrada moltes funcions relacionades amb multimèdia, com un navegador d'internet o suport per a serveis de vídeo a la carta. Fils-Aime ho ha argumentat dient que la Switch està destinada a ser una consola de videojocs diferent de les que ofereixen els competidors, i estan enfocant-se a assolir aquesta meta davant de tot, i no veuen suport multimèdia com un diferenciador dels seus competidors. Nintendo no descarta oferir un navegador complet o aplicacions per a serveis en el futur, i Fils-Aimé ha dit que estan parlant amb proveïdors com Netflix, Hulu i Amazon per aquest suport.
Niconico, un conegut servei de vídeos japonès, va sortir per a la Switch al Japó el juliol de 2017, la primera aplicació multimèdia de tercers en qualsevol mercat. Hulu va ser la primera aplicació de vídeo a la carta per a la Switch al mercat nord-americà, publicada el 9 de novembre de 2017.
Tot i la manca d'un navegador per a l'usuari final, a la interfície de la Switch està integrada una infraestructura basada en NetFront, que permet al menú del sistema entrar a diverses funcions de tipus navegador, com iniciar sessió a un punt Wi-Fi. Aquest navegador reduït s'ha descobert que consisteix en una versió de WebKit de sis mesos d'antiguitat que inclou una sèrie de vulnerabilitats conegudes col·lectivament com a Trident i que té el potencial de permetre a la Switch a ser en ser interceptada amb execució de codi al navegador.

## Jocs

### Distribució

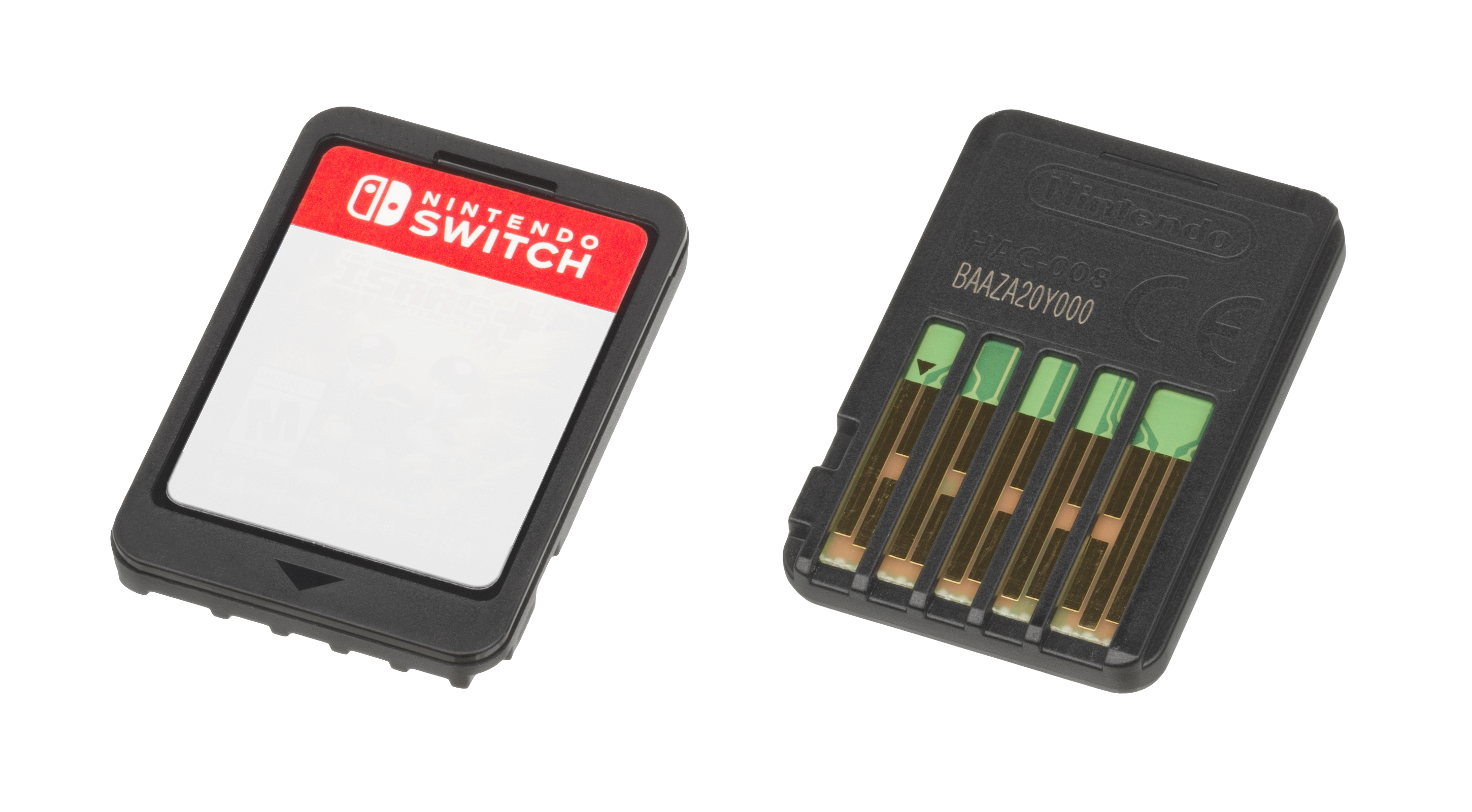
El cartutx de la Nintendo Switch.

Els jocs de la Switch es poden obtenir tant per mètodes en físic com digitalment via la Nintendo eShop. Els jocs distribuïts físicament es desen a cartutxos propietaris, semblants a les targetes de joc utilitzades als jocs de Nintendo DS i 3DS, encara que seran més primes i petites que aquestes. Degut a la seva mida, Nintendo impregna cada cartutx amb denatonium benzoate, una composició no tòxica però amb enorme mal sabor de boca, per prevenir als jugadors més joves empassar-se'ls per error. Nintendo ha dit que els preus dels jocs de la Switch a les botigues físiques tindran un preu de $60, el preu equivalent als nous jocs per a les consoles Xbox One i PlayStation 4. D'altra banda Nintendo permet als distribuidors triar el preu per al joc, nomenant que sigui el mateix preu que als llançaments físics i digitals, si és que es realitza un llançament físic. Això comporta que jocs que també surten en altres consoles es venguin més cars a la Switch degut a costos de fabricació de la targeta per a la versió de Switch, quelcom que ja s'ha batejat no oficialment amb el nom de "taxa Switch". Alguns jocs físics igualment poden demanar que s'instal·li contingut a l'emmagatzematge intern; alguns jocs utilitzen una significant porció de la memòria interna si no es detecta targeta microSD. Altres jocs físics que tenen una gran quantitat de contingut poden necessitar d'una microSD disponible a la consola, així com NBA 2K18; s'indica a la caràtula que demana aquests requisits.
A diferència d'anteriors consoles de sobretaula de Nintendo, la Switch és de lliure regió, permetent als usuaris utilitzar cartutxos o contingut descarregat de qualsevol altra part del món, encara que Nintendo recomana utilitzar la eShop regional apropiada per qüestions digitals i per obtenir el millor suport post-compra si és necessari. A més, les compres de la Switch, ja que estan enllaçades al compte Nintendo, no ho estan a una consola Switch en concret, com passava amb prèvies màquines de Nintendo. Un cop els usuaris re-registrin el seu compte a la Switch, podran descarregar totes les seves compres anteriors; no obstant, un usuari només pot tenir el seu compte registrat a una consola alhora, i el programari descarregat vinculat a un compte no es pot utilitzar si aquell compte no està registrat al dispositiu.
La Switch no soporta discs òptics ni és retrocompatible amb jocs de Wii U o 3DS. La Switch tampoc és retrocompatible amb jocs digitals d'anteriors consoles. La consola no s'estrenà amb el servei de consola virtual, que oferia versions digitals de jocs llançats físicament d'antigues consoles de Nintendo, però la companyia va dir que la funció seria afegida més endavant. Kimishima va dir que la Switch és suficientment poderosa com per emular jocs d'anteriors consoles de Nintendo, però actualment no dona suport a comandaments o emulació de comandaments per aquests jocs.

### Suport de terceres companyies
Un dels errors generals percebuts de la Wii U va ser la manca de suport de tercers desenvolupadors, comportant una fluixa biblioteca de jocs. En comptes d'això Nintendo va ser més agressiu en portar desenvolupadors de tercers a animar-se aviat en el desenvolupament de la Switch per assegurar una línia de jocs més forta. Takahashi i Koizumiu van arribar a moltes de les companyies directament per ajudar a guanyar el seu suport ja al principi. L'executiu d'Electronic Arts Patrick Söderlund va dir que Nintendo ha portat un camí diferent per atraure els tercers desenvolupadors a la Switch i han animat a EA i a altres companyies importants durant el desenvolupament de la Switch, escoltant la seva opinió per ajudar a fer la Switch més satisfactòria.
Nintendo va anunciar que va contactar amb alguns desenvolupadors independents a mitjans de 2016 per oferir suport per ajudar-los a portar jocs per a la Switch. Nintendo veu jocs com Snipperclips com un model per al seu target de jocs indie, on havien treballat per ajudar a proveir la Switch de suport d'implementació i eines de programari per a aquests ja al principi de la vida de la consola segons Takahshi i Koizumi. Alguns, com Yacht Club Games, que han portat Shovel Knight per a la Switch, van veure que algunes de les majors innovacions de la Switch, com el Joy-Con, no se'ls va revelar fins l'anunci del gener de 2017. Nintendo of America ha arribat a molts desenvolupadors i publicadors independents, incloent Chucklefish, Team17 i Devolver Digital, per aconseguir títols per a la plataforma i fer el procés de publicació més fàcil. Nintendo encara analitza quins jocs permeten al sistema, usantla guia passada de Nintendo per a l'avaluació, i programar llançaments en el temps correcte per mantenir un ritme constant de nou contingut. No obstant, quan un joc rep llum verda, realitzar actualitzacions i pegats es pot ràpidament i sense cost addicional al desenvolupador. Nintendo ha ofert el kit de desenvolupament de la Switch a 50.000 iens, uns 450 dòlars, un preu molt inferior comparat amb un de la PlayStation 4 que costava 5.000 dòlars, fent-lo més disposat per a desenvolupadors més petits per permetre's desenvolupar per a la unitat. Nintendo oferirà diversos d'aquests jocs indie com a "Nindies" per la eShop, amb almenys una seixantena planejats per sortir durant el 2017.
Durant el seu anunci oficial l'octubre de 2016, Nintendo va optar deliberadament a no oferir la llista de videojocs per al sistema, ja que "volien que la gent toqués el dispositiu el gener del 2017 i provar els jocs per ells mateixos", segons Kimishima. D'altra banda, Nintendo va anunciar algunes de les terceres companyies que han anunciat que suportaran a la Switch; contrastant els esforços de Nintendo per aconseguir suport de tercers a les estrenes d'anteriors plataformes, la companyia inicialment ha llistat 48 tercers distribuïdors, estudis i desenvolupadors middleware. A part d'aquests aliats, Nintendo ha llistat publicadors més imponents com Activision, Bethesda, Electronic Arts, Sega, Square Enix i Ubisoft.
Prèviament Nintendo va preferir enfocar-se en les seves pròpies eines i llibreries internes que els tercers desenvolupadors havien d'utilitzar per desenvolupar els jocs per a consoles anteriors. Amb la Switch, la companyia ha anat per un camí diferent. Segons Takahashi, "hem volgut realitzar un entorn en què una varietat de diferents tercers desenvolupadors poden fàcilment desenvolupar programari compatible", avantatjant-se del suport dels xips Nvidia per moltes llibreries estàndards que permeten la transició fàcil d'altres plataformes a la Switch. Unity Technologies, Epic Games, i el Khronos Group també ha donat suport per ajudar els desenvolupadors a portar jocs a la Switch utilitzant els seus motors de videojoc i middleware, Unity, Unreal Engine 4 i les APIs gràfiques Vulkan i OpenGL, respectivament; de fet, les eines d'Unreal Engine van ser actualitzades el febrer de 2017 per oferir suport natiu per als jocs de la Switch. El març de 2018 Nintendo va anunciar que el motor GameMaker Studio, de YoYo Games, ja es podia utilitzar per a la Switch. Miyamoto va dir que els propis desenvolupadors de Nintendo han "masteritzat" motors com Unreal, i encara que sigui improbable que Nintendo publiquin un joc seu utilitzant aquests programes, poden ajudar al suport dels desenvolupadors utilitzant aquestes eines a la Switch. Alguns desenvolupadors indie que havien tyreballat anteriorment amb consoles Nintendo han anomenat la Switch "la consola de Nintendo menys exigent" amb la que han treballat.
Junt amb aquestes solucions middleware de tercers, Nintendo va crear el seu propi motor NintendoWare Bezel per a desenvolupadors de primeres i terceres companyies, primer anunciat el 2018, per "promoure un entorn per crear jocs interessants en un breu període mentre manté costos de desenvolupament al mínim cost". Jocs com Tetris 99 i Clubhouse Games: 51 Worldwide Classics es van desenvolupar amb aquest motor.

### Biblioteca
A la conferència de premsa del gener de 2017, Nintendo va dir que hi havia almenys 80 jocs de terceres companyies en desenvolupament de part de més de 50 desenvolupadors/publicadors, i per l'informe fiscal de Nintendo amb inversors del 31 de gener de 2017, Nintendo va confirmar prop de 100 jocs de part de 70 desenvolupadors/publicadors. Anteriors a la revelació oficial, Sega, Square Enix i Ubisoft ja van confermar per a la consola tercers títols concrets per a la Switch, incloent Just Dance 2017, Sonic Forces, Dragon Quest X i Dragon Quest XI. Diversos desenvolupadors independents també han anunciat o pensat en jocs per a la Switch. The Legend of Zelda: Breath of the Wild, originalment anunciat com a exclusiu de Wii U, també ha estat llançat per a la Switch. El tràiler de revelació de la consola va ensenyar primers avenços de nous jocs de franquícies de Nintendo, com Super Mario Odyssey, Mario Kart 8 Deluxe i Splatoon 2, així com imatges de NBA 2K18 i The Elder Scrolls V: Skyrim. Nintendo i terces companyies també van dir aleshores que això no volia dir necessàriament que arribessin a sortir per a la Switch. No obstant, aquests cinc jocs es van confirmar com a estrenes de la Switch als esdeveniments de premsa del gener de 2017.
La Switch no ve amb jocs dins el paquet, ni amb cap joc ni demo de cap tipus preinstal·lada; Fils-Aime va dir que un cop van decidir el preu i avaluar la línia de llançaments propera, van optar per permetre als consumidors triar quins jocs volen en comptes d'incloure'l al paquet i augmentar el preu. Almenys deu jocs han sortit amb la Switch en format físic i/o digital a Amèrica del Nord i Europa durant el dia de llançament, dos d'ells publicats per Nintendo: The Legend of Zelda: Breath of the Wild i 1-2-Switch. Sis jocs de Nintendo i més d'una dotzena de jocs de tercers estan programats per sortir durant el 2017. Fils-Aime ha dit que Nintendo planeja una "manca constant de contingut" per a la Switch després del llançament, evitant la situació que es va percebre amb les separacions entre estrenes importants de la Wii U. Kimishima va dir que Nintendo va programar aquestes estrenes pròpies per "continuar proveint nous jocs regularment sense salts tan grans", ja que "això anima als clients a continuar jugant activant a la consola, manté la seva activitat i fa que les vendes de la Nintendo Switch es mantinguin." Els periodistes van observar que Nintendo va semblar prometre aquesta idea seguint el seu calendari de llançaments first-party per a la Switch tal com va anunciar durant l'E³ 2017, amb un nou joc llançament exactament cada mes fins a principis de 2018.

## Recepció

### Pre-llançament
Els analistes financers han tingut una resposta mixta davant l'anunci de la Nintendo Switch. Seguint a la pobre financialment Wii U, els analistes esperaven que Nintendo reconeixeria la seva vulnerable posició al mercat dels videojocs mentre desenvolupaven la seva propera consola, creient que la companyia trobaria una manera de tornar al mercat dels jugadors més experts. Per contra, la promoció inicial de la Switch semblava apel·lar a una audiència que era entre el mercat dels jugadors experts i els casuals, els últims sent usuaris de jocs de mòbils que voldrien una experiència més enriquidora que no implís tantes hores del seu temps, segons el The New York Times. Els analistes estaven insegurs sobre si existís un mercat prou gran com per justificar la Switch. Altres preocupacions sobre l'anunci de la Switch estaven relacionats amb detalls encara per confirmar que podrien fer gran o destrossar el sistema, com el seu preu comercial, si la consola té pantalla tàctil, la seva bateria i el tipus de jocs que els aliats de desenvolupament portarien a la consola.
Altres van veure aspectes més positius a la Switch. L'analista de recerca d'estoc John Taylor va expressar la seva opinió sobre si Nintendo "va marcar un munt de caixes [amb la Switch]". Taylor també va aprovar la decisió de la companyia d'introduir la consola abans del mercat de Nadal, quan Microsoft i Sony provarien d'atraure els jugadors casuals a les seves consoles. Rob Fahey, escrivint per a GamesIndustry.biz, va veure que dins el Japó, molts adults joves no compten amb una televisió d'alta definició, el que ha afectat vendes de consoles recents com la PlayStation 4, i que la Switch seria un producte atractiu per aquest públic. Sam Byford de The Verge també va tenir en compte que l'espai físic és vital a les llars japonesos, i les consoles de sobretaula han fallat en vendre's tan bé com les portàtils, així que la compacta Switch podria ajudar a revitalitzar aquesta economia japonesa en concret.
El debat següent entre els analistes anaven al voltant de la presentació del gener de 2017 sobre el preu de la consola i les seves especificacions tècniques. Alguns van veure que el preu d'estrena de la Switch de $299,99 era superior als $250 esperats; aquests analistes van observar que el preu és semblant als de les consoles actuals Xbox One i PlayStation 4, però la Switch no semblava ser tan poderosa com aquestes. Alguns també van assenyalar els pocs jocs títols de llançament com una preocupació, amb l'èxit de la Switch que haurà de ser determinat per la recepció crítica de 1-2-Switch, un títol de llançament clau destinat a ensenyar la tecnologia dels Joy-Con. Altres analistes van ser més optimistes, dient que el preu més alt i la subscripció de pagament al mode en línia farien distingir la Switch com un sistema més robust comparat amb les anteriors consoles de Nintendo, i que segurament vendrà més que la Wii U, amb The Legend of Zelda: Breath of the Wild sent el joc "ven-consoles" clau. Alguns van afegir que la consola serveix com a forat apropiat quant a maquinari per aquells que volen jugabilitat més complexa que no pot ser oferta a la indústria dels videojocs per a mòbils i tauletes però no tenen la necessitat de comprar una consola més poderosa i "de caixa". Molts analistes van estar d'acord en què l'èxit de la Switch depèn en el suport de Nintendo i que evitin errors que la companyia va fer quan va promoure la Wii U.
Els inversors de Nintendo han estat més cautelosos amb la Switch, portant a una significant caiguda del seu preu d'estoc, el que mantenia durant els seus anteriors cinc anys. El preu d'estoc de la companyia, que va pujar un 4% el dia abans de l'anunci anticipat de la Switch, va caure un 7% l'endemà. Els analistes atribueixen la caiguda a la manca de sorpresa a l'anunci donada l'any anterior per tràilers i informació del producte, comportant que els inversors no estiguin animats a invertir-hi més. Seguint la presentació tècnica de la Switch el gener del 2017, el preu d'estoc de Nintendo va caure més del 5% l'endemà, amb una anàlisi dient que els mercats estaven preocupats sobre si la Switch atrauria nous jugadors fora del grup de fans predeterminats de Nintendo. El preu d'estoc de Nintendo va continuar caient, a principi de febrer de 2017, va ser inferior al que tenia el setembre de 2016. Fahey va dir que els inversors són cautelosos en el nou enfocament que Nintendo ha pres amb la Switch així com las seva nova iniciativa de videojocs per a mòbils, representant ricos significats i de difícil accés per als plans de futur de la companyia.
Desenvolupadors de videojocs i maquinari han estat més positius vers la Switch, veient la consola com "una experiència més unificadora entre les seves divisions de portàtil i consola", però han expressat preocupació sobre les especificacions de maquinari sense respondre", i com Nintendo assenyalarà la consola perquè hi treballin els desenvolupadors. Prop de la meitat de 4.500 desenvolupadors entrevistats a una enquesta del gener de 2017 van creure que la Switch vendria més que la Wii U. El director de gestió d'Ubisoft Xavier Poix va veure que, al contari que amb la Wii U, Nintendo ha demostrat un clar concepte de continuïtat activa, dient que "la manera en què canvia no ve necessàriament dels comandaments, perquè també hi eren amb la Wii... sinó en la manera que és portàtil." Seguint el vídeo de revelació de l'octubre de 2016, Phil Spencer, cap de la divisió Xbox de Microsoft, va ser qüestionat sobre les seves opinions sobre la Nintendo Switch, i va contestar dient que estava impressionat amb l'abilitat de Nintendo d'"establir una divisió atrevida i crear un producte que porti a aquesta visió."
Hideo Kojima va comparar la noció de la Switch a la seva idea de "transfarring" que va presentar el 2011, permetent als jugadors endur-se un joc d'una consola de sobretaula a una de portàtil, el que va ser la base del programa cross-buy de Sony. Ell va dir que la Switch era "una extensió d'aquesta idea. El fet que pots jugar a quelcom a casa i endur-t'ho a fora, és el desig d'un jugador. La Switch és una evolució d'això." Capcom, que també s'ha anunciat com a tercer publicador inicial per a la Switch, ha dit que mentre asseguren que llançaran jocs per a la Switch, ells "senten que hi ha diferències entre la versió desitjada i l'estil de joc de la Nintendo Switch i aquells de PlayStation 4 o Xbox One" i que no llançaran jocs de plataformes per a la nova consola. El dissenyador de Bethesda Todd Howard va dir: "Crec que Nintendo és l'última companyia que podria sortir endavant quelcom com així," comentant el disseny i les funcions de la Nintendo Switch. Bethesda publicarà The Elder Scrolls V: Skyrim a la Switch, i Howard ha dit que Nintendo ha estat el braç a Bethesda per obtenir suport de la consola.
El tràiler d'octubre de 2016 va esdevenir el vídeo més vist del canal de YouTube de Nintendo of America en les seves primeres 24 hores, i va ser vídeo destacat a YouTube per un dia. Els editors d'Engadget van ser generalment impressionats amb la Switch quan es va revelar, veient-la com un pont entre les consoles de sobretaula amb els dispositius portàtils, experiments que va provar abans la connexió de jocs entre la 3DS i la Wii U. Els editors potencialment veien la Switch com una consola de sobretaula i portàtil unificada, pensada per ser el segon dispositiu d'un jugador de consola on el jugador no necessita invertir temps en seure i jugar a molts jocs de consola. Un redactor va expressar preocupacions sobre la durabilitat del maquinari donada la seva naturalesa modular.
La marca d'analistes DFC Intelligence estima que mentre la Switch podria tenir un pobre inici comercial degut a les existents temors del consumidor sobre Nintendo, però això es podria haver superat a la fi de l'any 2017 i les vendes de la consola anirien al voltant dels 40 milions el 2020. La firma d'analistes Super Dagata va preeure també que la Switch tindria un inici lent degut al seu relativament alt preu, però que vendria cinc milions d'unitats a tot el món a la fi de 2017. El venedor GameStop va assenyalar també que creien que la Switch transformaria el mercat, i el CEO Paul Reines va dir que la companyia creu que la Switch serà un altre "canviador de videojocs" i que "expandiria el públic per jugar". Molts venedors importants dels Estats Units van informar que havian venut tot el seu estoc de reserva de la Switch en una setmana de la presentació del gener de 2017. Segons Media Create, prop del 80% de l'estoc total de llançament de la Switch al Japó va ser reservat pels clients a final de gener de 2017. En una entrevista a principis de febrer de 2017, Kimishima va dir que "estàvem veient que les reserves per al dia de llançament s'estaven apropant al màxim disponible".

### Post-llançament
A la seva estrena, la Switch ha estat aclamada pels crítics per tenir un munt de potencial, però no els ha satisfet el nombre limitat de títols disponibles a l'estrena que no ensenyessin totalment les habilitats de la consola. Els analistes també han vist que les funcions del sistema operatiu inicial han estat limitades i inclouen errors que, encara que poden ser arreglats amb el temps, danyen l'experiència del sistema. Tot i l'actualització del dia 1, hi ha hagut nombroses queixes de problemes de maquinari, en particular amb la connectivitat Bluetooth de la consola Switch amb el comandament Joy-Con L. A final de març, Nintendo va avisar que el problema de dessincronització del Joy-Con L era una "variació de fabricació" a un petit nombre d'unitats, que poden ser fàcilment arreglats; tal com indica Sean Hollister de CNet, Nintendo va reparar comandaments afectat col·locant una mica d'escuma prop de l'antena dins la unitat per protegir-la millor. De cara al futur, Nintendo va dir que no anticiparan cap més problema amb defectes de connectivitat. Molts usuaris també s'han trobat amb problemes de píxels morts a la pantalla LCD de la consola, amb les quals Nintendo ha dit que "són normals i no s'haurien de considerar un defecte". Altres companyies a la indústria del videojoc, com Sony, Microsoft, Sega, Bethesda i Ubisoft, han felicitat a Nintendo per la Switch.
Prop de sis mesos després de la seva estrena, Nintendo va donar a conèixer els seus gràfics d'ús de la Switch. Utilitzant dades recollides per sistema pel jugador principal de la consola, van trobar que el 30% dels usuaris juguen en mode portàtil/sobretaula més que el 80% dels cops, i lleugerament més del 50% dels usuaris la fan servir tant en mode televisor com en mode portàtil/sobretaula a ambdues parts, amb la resta d'usuaris preferint el mode televisor. Nintendo assenyala que "podem veure clarament a què juguen els consumidors d'acord amb els seus propis estils de joc."

### Vendes

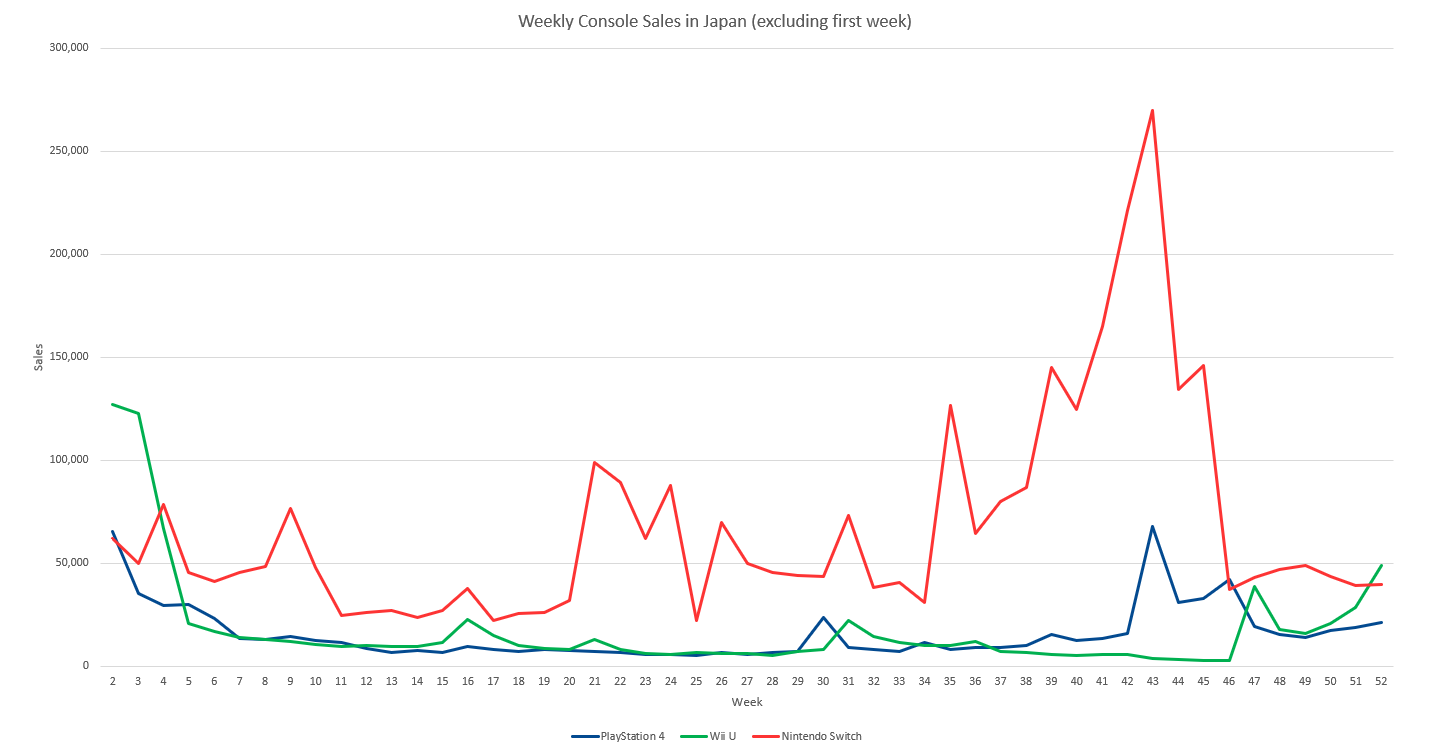
Les vendes de la Switch (línia vermella), Wii U (en verd) i PlayStation 4 (en blau) el seu primer any al Japó.

Nintendo va dir que la Switch ha estat la consola més ràpidament venuda a la història de la companyia, amb fortes vendes a Amèrica del Nord i a Europa durant el seu primer cap de setmana a la venda. Les vendes totals als Estats Units durant el març de 2017 van superar les 906.000 unitats, igualant-se en vendes a l'edició per a Switch de Breath of the Wild, demostrat un alt nivell d'adheriment a la consola. Al Regne Unit, la Switch va vendre 80.000 unitats durant el primer cap de setmana, doblant les vendes del cap de setmana inicial de Wii U, encara que són inferiors a les que va tenir l'estrena de la 3DS. De forma semblant, al Japó, les vendes del primer cap de setmana superaven les 313.700 unitats, però no superaven a les estrenes de Wii o 3DS, eren semblants a les dels primers dos dies de la PlayStation 4 al país i van superar les vendes de Wii U durant el seu primer llançament. Les vendes de la Switch al Japó superarien les 330.637 un dia més tard. A Espanya, la Nintendo Switch va esdevenir la consola més ben rebuda a l'estrena a la història del país, venent prop de 45.000 unitats en tres dies. La Switch també va esdevenir la consola més ben venuda a França durant l'estrena després de vendre més de 105.000 unitats al país el seu primer cap de setmana - un nombre superior a la Wii, que fins ara tenia el rècord de 95.000 unitats en tres dies; a l'octubre de 2017 a França ja es van vendre prop de 400.000 unitats.
A l'informe de final d'any de Nintendo per al seu any fiscal de 2016 (que va finalitzar el 31 de març de 2017), la companyia va indicar que havien venut 2,74 milions de consoles a tot el món. La distribució dels enviaments incloïa 1,2 milions d'unitats a Amèrica del Nord i Amèrica del Sud, 600.000 al Japó i 940.000 a la resta de regions incloent Europa i Austràlia. Per abastir la inesperada demanda durant el març, Nintendo va utilitzar carta aèria per enviar les unitats de Switch, costant aproximadament 45$ més per consola, en comptes d'enviar-lo en ultramar que hauria sigut més barat. El venedor GameStop va avisar que les vendes inicials de la Switch van estar "fenomenals" en un punt de sobrepassar la Wii U en quant al seu registre històric de vendes, amb el director de merchandising Eric Bright dient que la Switch ha tingut "una de les ràtios de seguiment més alts de programari i accessoris a un dispositiu com no havíem vist des de fa temps". Degut a les fortes vendes, Nintendo va expandirla seva capacitat de producció per a la Switch, anticipant una venda d'almenys deu milions de consoles durant l'any fiscal de 2017. Kimishima va assegurar que tenint una base d'usuaris de 10 milions "donaria als distribuïdors i a la resta dels nostres companys de feina una sensació que el futur de Nintendo Switch és molt prometedor" i faria brotar encara més desenvolupament de videojocs per a la plataforma. Kimishima va dir que un objectiu clau en el seu augment de producció serà que estiguin segur que tenen suficient inventori de Switch a la temporada nadalenca de 2017, així com evitar els problemes amb el poc abastiment de consoles Wii que va tenir lloc durant la seva primera temporada nadalenca, mentre balancegen la demanda a pràcticament curt termini. Segons Kimishima, Nintendo ara creu que si arriben als 10 milions de Switch venudes el 2017, esperen que la Switch tingui unes vendes totals comparables a la Wii, que va vendre més de 100 milions d'unitats en tot el seu cicle.
Les vendes en físiques de jocs per a Switch van ser de 5,46 milions a tot el món en el seu primer mes, sent 2,76 milions d'aquests Breath of the Wild, ocupant gairebé la meitat d'aquestes vendes. Sobre les vendes de Breath of the Wild que gairebé venen juntes amb la consola, Kimishima va dir que "el nivell d'adheriment és més o menys inesperat". Nintendo va anticipar que enviarien 35 milions de jocs per a la Switch durant el següent any fiscal.
Durant l'abril de 2017, la Switch va mantenir sent la consola més venuda als Estats Units segons NPD Data, amb més de 280.000 unitats venudes, amb Mario Kart 8 Deluxe venent prop de 460.000 unitats físiques d'un total de 550.000 unitats tant versions digitals com físiques.
El venedor GameStop va notar un important creixement en les vendes de maquinària en el primer trimestre de 2017 degut a la popularitat de la Switch, mentre que Best Buy va veure un inesperat augment de les seves vendes de programari en el primer trimestre de 2017 mantenides per la popularitat de la consola. Les vendes de consoles al Japó, que s'ha anat perdent degut al fort impacte de la indústria dels mòbils, va veure el seu primer guany anual del 14,8% el 2017 degut a l'estrena de la Switch.
En els informes del segon trimestre de l'any fiscal del 2017, publicat el juliol, Nintendo va anunciar que va vendre 4,7 milions de Switch a tot el món, així com 13,6 milions de programari per a la consola, deixant Breath of the Wild, Mario Kart 8 Deluxe i Arms amb unes vendes totals de 3,92, 3,54 i 1,18 milions d'unitats, respectivament.
El setembre de 2017 Nintendo va vendre més de dos milions de Switch als Estats Units, i el seu hardware va continuar dominant les llistes de NPD. A l'informe de final de trimestre publicat l'octubre de 2017 per al trimestre que va finalitzar el 30 de setembre del mateix any, Nintendo va reportar unes vendes anuals de 7,63 milions, augmentant les expectatives fins als 14 milions a la fi de l'any fiscal (que s'acaba el març de 2018), superant les vendes que ha tingut la Wii U en tota la seva vida al mercat (13,56 milions). Cinc videojocs han aconseguit superar la barreta del milió d'unitats venudes fins ara: Breath of the Wild (4,7M), Mario Kart 8 Deluxe (4,42M), Splatoon 2 (3,61M), 1-2 Switch (1,37M) i Arms (1.35M). Poc després d'aquest informe financer, Nintendo va confirmar que Super Mario Odyssey va vendre més de dos milions de còpies en els tres dies posteriors a la seva posada a la venda el 27 d'octubre de 2017. Seguint aquest informe financer el Wall Street Journal va reafirmar que Nintendo anticipa a continuar augmentant la producció de la consola en el seu any fiscal del 2018, així que es podrien produir entre 25 i 30 milions de consoles aquest any o més depenent de les vendes de Nadal del 2017. Durant les diferents ofertes de novembre de 2017 als EUA, com el Divendres negre o el Cyber Monday, les anàlisis d'Adobe Digital Insights van mostrar que la Switch va ser un dels cinc ítems més venuts, superant a la PlayStation 4 i a la Xbox One. NPD Group va ajustar el futur rendiment de la Switch per comparar-lo amb les vendes totals de la Wii en comptes dels de Wii U.
El 12 de desembre de 2017 la consola ja havia venut 10 milions d'unitats; va arribar a la meta de vendes per a l'any fiscal del 2017 en nou mesos. Per això va augmentar l'esperança de vendes a 14 milions per a l'any fiscal. Poc temps més tard, Kimishima va dir que Nintendo tenia l'objectiu de vendre 20 milions en el segon any, juntament amb nous jocs per "habilitar noves maneres de jugar" per continuar l'impuls de les vendes.
El 31 de març del 2021 Nintendo va vendre 84,59 milions d'unitats de Switch, 69,89 milions d'aquests sent Switch originals i 14,70 milions, del model Lite. Amb aquests números, la Switch ha sobrepassat les vendes totals de la Wii U en vida (13,6 milions), la GameCube (21,7 M), la Nintendo 64 (32,9 M), la SNES (49,1 M), la NES (61,9 M), la Nintendo 3DS (75,92 M) i la Game Boy Advance (81,51 M). El ràtio de vendes de la Switch, basat en el nombre de mesos que ha trigat a arribar 50 milions d'unitats, ha sobrepassat tant la PlayStation 4 com la Xbox One, i estava al nivell de la PlayStation 2 i la Nintendo DS.

### Impacte financer
El rendiment de la feina de Nintendo, que tenia dificultats per mantenir-se durant els anys anteriors a l'estrena de la Switch, es van disparar amb el seu llançament. El 23 de maig de 2017 l'èxit de l'estrena de la Switch va elevar el preu d'estoc de Nintendo als seus nivells més elevats en set anys, amb un increment del preu de més de 100% de l'anterior any. No obstant, el preu només ha arribat a la meitat del nivell més elevat que Nintendo va aconseguir el 2007 quan va sortir la Wii. L'estoc de Nintendo va rebre una altra empenta uns dies després de conèixer-se els esperadíssims (durant vuit anys) plans de Capcom de publicar el famós Monster Hunter XX per a la Switch.
El setembre de 2017, Nintendo va anunciar una aliança amb Tencent, un distribuidor de videojocs líder a la Xina, per dur el seu títol
Honor of Kings (també conegut com a King of Glory) per a la Switch, per anomenar-se Arena of Valor. El joc té uns 200 milions de jugadors, sobretot a la Xina, i els analistes van anticipar que Nintendo llançaria la Switch a la Xina el 2019 com a part del tracte. Com a resultat, el preu d'estoc de Nintendo va augmentar de la nit al dia un 7%, arribant a un altre rècord en nou anys. L'estoc de Nintendo va arribar al seu rècord en deu anys just després que s'anunciés l'increment de la producció de consoles a 2 milions d'unitats per mes i el que comportaria que la Switch arribés al país més aviat.
Els informes financers trimestrals de Nintendo l'octubre de 2017 van ensenyar un guany de 209 milions de dòlars, el primer trimestre proftís en diversos anys, degut a l'èxit de la Switch com amb la seva estratègia per a telèfons. Per raons semblants, el següent trimestre, que va acabar el 31 de desembre de 2017, va ser el més profitós de Nintendo des del 2009, amb els ingressos interanuals augmentant un 177%.
El guany trimestral de Nintendo va augmentar un 44% el primer trimestre fiscal del 2018 i el seu guany net va igualar els 274,9 milions de dòlars durant el període de l'abril al juny de 2018 degut a nous jocs per a la Switch com Donkey Kong Country: Tropical Freeze. Les vendes de la Switch i els seus jocs han ajudat a augmentar el benefici operatiu de Nintendo un 30% entre juliol i setembre de 2018 i va ajudar a Nintendo a arribar al seu millor resultat trimestral en 8 anys. El benefici trimestral de Nintendo va augmentar un 25% el tercer trimestre fiscal del 2018 i el benefici entre octubre i desembre va arribar als 956 milions de dòlars, mentre que les vendes trimestrals van arribar als 5,6 mil milions de dòlars, que van augmentar un 26%.
El benefici anual de Nintendo va augmentar un 39% durant l'any fiscal d'entre abril de 2018 i març de 2019, amb les vendes anuals incrementant un 14% a 10,7 mil milions de dòlars.

## Configuracions de venda
La Switch és venuda dins un paquet que té un preu recomanat de ¥29,980 (Japó), $299.99 (EUA), £279.99 (Regne Unit) o AU$469.95 (Austràlia); el preu europeu oficial no es pot decidir oficialment però moltes botigues europees els van vendre per prop de EU€319,00, a vegades EU€299,99. El paquet inclou la consola Switch, la base, dos Joy-Con (esquerra i dreta), dues corretges pels Joy-Con, la carcassa, un adaptador de corrent i un cable HDMI. Fils-Aime ha publicat que la companyia ha intentat mantenir el preu del paquet a 300 dòlars als Estats Units, dient que qualsevol accessori o joc addicional faria augmentar el preu a un nivell que desinteressaria als consumidors i perjudicaria a les vendes.
El primer paquet de la Switch inclou Splatoon 2 així com una consola Switch al Regne Unit i al Japó; a més, un paquet per separat que incloïa els Joy-Con rosa neó i verd neó (seguint els esquemes de color de Splatoon 2 va ser ofert al Japó. L'agost de 2017 es va anunciar que aquest paquet sortiria als EUA com un exclusiu de Walmart el 8 de setembre de 2017. El paquet Monster Hunter, oferit juntament amb l'estrena de Switch de Monster Hunter XX al Japó durant l'agost de 2017, inclou motius de Monster Hunter enganxats a la base i a la consola.
Durant el Nintendo Direct del 13 de setembre de 2017, es va anunciar un paquet de Super Mario Odyssey per llançar-se junt amb el joc el 27 d'octubre de 2017. El paquet, amb un preu recomanat de $379.99, inclou una Nintendo Switch, dos Joy-Con vermells (no s'ha de confondre amb els Joy-Con vermell neó que venen junt amb la Switch), un codi de descàrrega per a Super Mario Odyssey, i una funda de la consola basada en el joc. Han arribat a sortir diferents paquets temàtics, incloent-ne de Fortnite, Minecraft, Mario Tennis Aces, 1-2-Switch, Super Smash Bros. Ultimate, Pokémon: Let's Go, Pikachu! i Let's Go, Eevee!, Mario Kart 8 Deluxe, de Mario i de Monster Hunter Rise. També n'han sortit per a la Nintendo Switch Lite.

## Conflictes legals
L'agost de 2017 Gamevice va demandar a Nintendo al·legant que el disseny de la Switch és massa semblant al seu disseny per al Wikipad, un dispositiu de videojocs basat en Android que també inclou una tauleta amb un comandament extraïble. Gamevice demana bloquejar les vendes de la Switch i reclama que se'ls tornin els danys si guanyen el cas. Gamevice va retirar la demanda l'octubre del 2017, però el març de 2018 en va presentar una altra. No es van trobar vulneracions i es va demostrar que les seves reclamacions eren impatentables. La decisió es va recórrer, i per si no fos prou, van presentar una tercera demanda l'abril del 2020 sobre un comandament que es podia enganxar al voltant d'un telèfon.
El juliol del 2019 es va presentar una demanda col·lectiva al Tribunal de districte dels Estats Units per al districte occidental de Washington sobre un defecte del joystick dels comandaments Joy-Con, sovint anomenat "drift". S'al·lega que Nintendo és conscient del defecte que causa que el comandament registri moviments sense que els joysticks es toquin, però no "revela el defecte i sovint rebutja reparar-los de franc". Tres dies després, es va filtrar una nota interna on s'instava als treballadors del servei al client de Nintendo of America a oferir reparacions per als Joy-Cons afectats d'aquest "drift" de franc independentment de l'estat de la seva garantia. Tot i això, la demanda va seguir, i quan es va produir el llançament de la Nintendo Switch Lite i a les xarxes socials es va denunciar que el Joy-Con drift apareixia després de 20 hores de joc, es van afegir queixes addicionals a la demanda. El tribunal va rebutjar a Nintendo el permís per retirar-se, i va acceptar enviar el cas a arbitratge com a primer pas com indica l'acord de llicència de programari de la Switch en una decisió del març del 2020.
Nintendo va obtenir satisfactòriament un requeriment el desembre del 2019 contra el distribuidor d'un hack fet pel Team Xecuter que permetia a usuaris de la consola obtenir i executar còpies il·legítimament aconseguides de jocs de la Switch. Més tard, Nintendo va demandar alguns venedors dels seus productes del 2020, i en un cas va pactar un acord de 2 milions de dòlars. Membres del Team Xecuter van ser arrestats i acusats d'onze càrrecs pel departament de justícia dels EUA l'octubre del 2020, i Nintendo va demandar de nou contra un dels arrestats, per dos càrrecs de tràfic i un per vulneració de drets d'autor.